# Pákistán
Pákistán, plným názvem Pákistánská islámská republika, je stát v jižní Asii. Na jihozápadě sousedí s Íránem, na západě s Afghánistánem, na severovýchodě s Čínou, na východě s Indií, na jihu je ohraničen Arabským mořem. Na severozápadě je od Tádžikistánu oddělen úzkým afghánským Vachánským koridorem. Má velmi rozmanitou geografii, sever je velmi hornatý, na západě leží velká náhorní plošina a na jihu země úrodné nížiny, na většině území panuje horké aridní podnebí s letními monzuny. Pákistán se dělí na 4 provincie a 3 teritoria, na ploše 882 000 km2 žije 241 milionů obyvatel. Je tak pátou nejlidnatější zemí světa, která má druhou největší muslimskou populaci. Hlavním městem je Islámábád, zatímco Karáčí je  největším městem a finančním centrem. Mezi další velká města patří Láhaur, Faisalábád, Rávalpindí a Gudžranvala. Jedná se o etnicky a jazykově rozmanitou zemi, hlavní skupiny obyvatel tvoří Paňdžábci (37 %), Paštunové (18 %), Sindhové (14 %) a Sarajkové (12 %). Oficiálními jazyky jsou urdština a angličtina. Drtivá většina obyvatel se hlásí k islámu.      
Pákistán je místem výskytu několika starověkých kultur, včetně 8 500 let starého neolitického naleziště Méhrgarh v Balúčistánu, harappské kultury z doby bronzové a starověkého království Gandhára. Regiony, které tvoří moderní stát Pákistán, byly doménou mnoha říší a dynastií, včetně Achaimenovské, Maurjovské, Kušánské, Guptovské; Umajjovského chalífátu v jeho jižních oblastech, hinduistických šáhů, Ghaznavidů, Dillíského sultanátu, Sammy, šáh Miris, Mughalů a naposledy britského rádže v letech 1858–1947.
Pákistán získal nezávislost v roce 1947 po rozdělení britského indického impéria, které přineslo muslimským regionům samostatný stát a bylo doprovázeno nebývalou masovou migrací a ztrátami na životech. Původně byl Pákistán dominií Britského společenství národů pod britským panovníkem, v roce 1956 však oficiálně vypracoval ústavu a byl vyhlášen jako islámská republika.V roce 1971 se po devítiměsíční občanské válce odtrhla exkláva Východní Pákistán a vyhlásila samostatnost jako Bangladéš. V následujících čtyřech desetiletích vládly v Pákistánu střídavě vlády civilní a vojenské, demokratické a autoritářské, relativně sekulární a islamistické; politické dějiny od získání samostatnosti se vyznačují obdobími významného hospodářského a vojenského růstu i obdobími politické a hospodářské nestability.
Pákistán je federální parlamentní islámská republika s prezidentem jako ceremoniální hlavou státu, zákonodárným orgánem je  dvoukomorový parlament. Je řazen mezi rozvíjející se země s početnou a rychle rostoucí střední třídou, pákistánská ekonomika je 25. největší na světě podle parity kupní síly. V indexu lidského rozvoje se umístil na 164. místě. Je považován za středně velmocenskou zemi, má šesté největší stálé ozbrojené síly na světě a je deklarovaným státem s jadernými zbraněmi. Země se stále potýká s problémy, jako je chudoba, negramotnost, korupce a terorismus. Pákistán je členem Organizace spojených národů, Šanghajské organizace pro spolupráci, Organizace islámské spolupráce, Společenství národů, Jihoasijského sdružení pro regionální spolupráci a Islámské vojenské protiteroristické koalice; Spojené státy americké jej označují za hlavního spojence mimo NATO.

## Etymologie
Označení tehdejší severozápadní části britské Indie obývané muslimským obyvatelstvem jako Pákistán bylo vytvořeno v roce 1933 Choudharym Rahmatem Alim, muslimským aktivistou. Jedná se o akronym Pakstan z počátečních slov tehdejších provincií, které zahrnovaly pozdější Pákistán: Paňdžáb, Afghánská provincie, Kašmír, Sindh a Balúčistán. Písmeno „i“ bylo přidáno pro usnadnění výslovnosti. Zároveň v perštině a urdštině znamená „země čistých“ (od perského slova پاک pâk „čistý“), tento význam je však až druhotný.

## Historie

### Rané dějiny

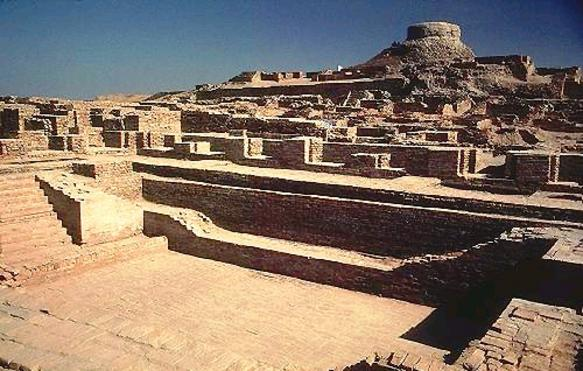
Mohendžodaro

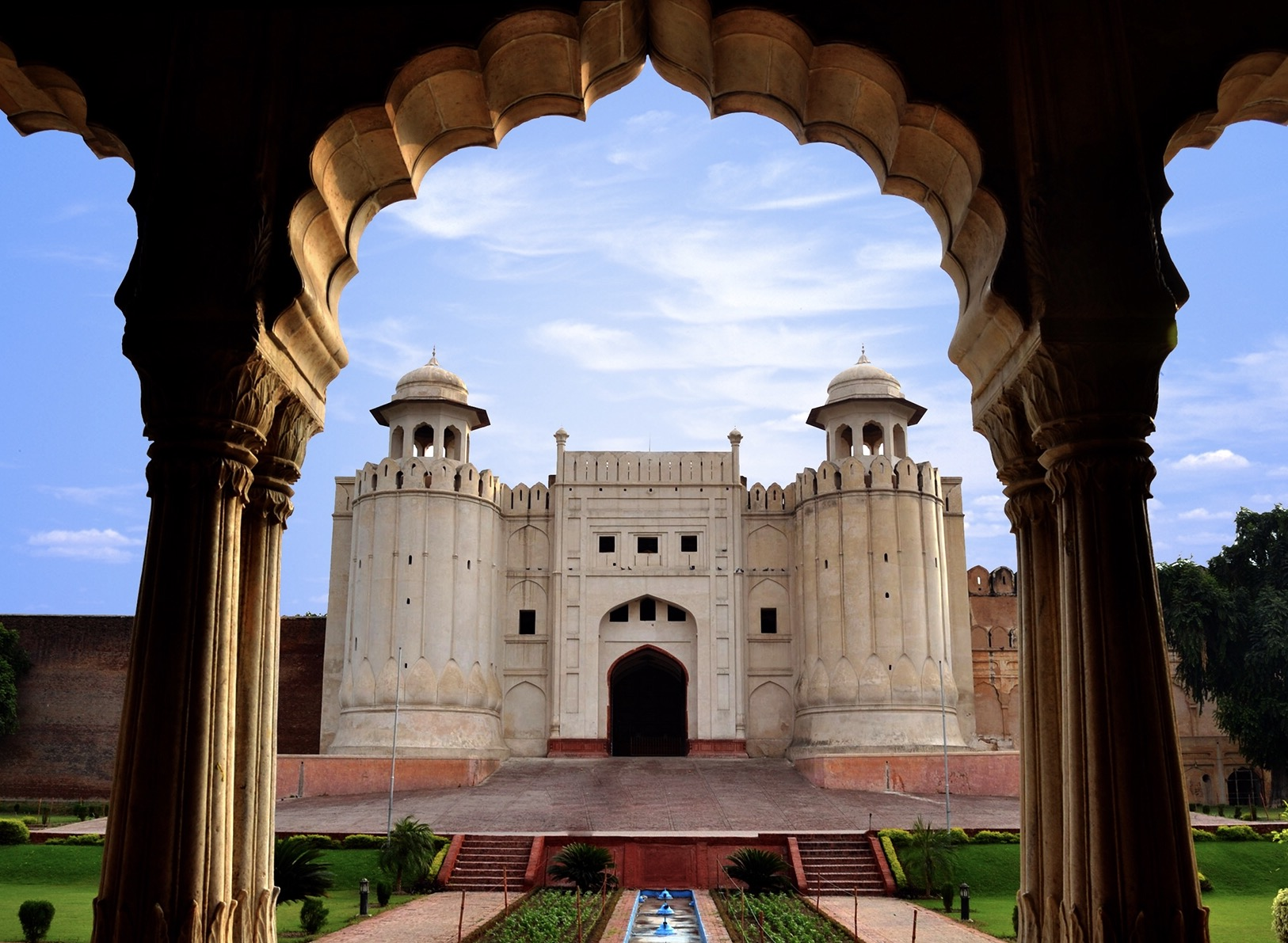
Láhaurská pevnost

V paleolitu, před 500 až 125 tisíci lety, se na území Pákistánu rozvíjela kultura, kterou archeologové nazvali sóánskou, a jejíž industrii lze přiřadit k acheuléenu. Neolitické osídlení je doloženo již v 7. tisíciletí př. n. l., významným jeho pozůstatkem je především Méhrgarh. Počátky rozvinuté civilizace na území Pákistánu lze vypozorovat už ve 3. tisíciletí př. n. l., zejména v oblasti kolem řeky Indus. Zde se rozvíjela harappská kultura, jejímiž nejvýznamnějšími centry byly Harappa a Mohendžodaro.
Okolo roku 1500 bylo území začleněno do široké indoárijské kultury, obvykle zvané védská. Tehdy se začal šířit hinduismus, jehož nejvýznamnějším centrem na území Pákistánu byl zprvu Multán. K důležitým státním útvarům patřila Gandhára, rozvíjející se asi od 6. století př. n. l. Jejím významným duchovním centrem byla Taxila, v jejíž proslulé škole dlouho působil i známý učenec Čánakja. Zde se začaly do náboženských představ přimíchávat buddhistické příměsi, jak dosvědčuje i gandhárské umění.
Území Pákistánu bylo ovšem ovládáno velkými říšemi, okolo roku 519 př. n. l. Achaimenovskou, roku 326 př. n. l. ho dobyl Alexandr Veliký, později území ovládla Maurjovská říše. Helenizace nebyla však jednorázová a krátkodobá, v oblasti se dlouho držely dva helenistické státní útvary, nejprve Řecko-baktrijského království (256–125 př. n. l.) a posléze Indo-řecké království (185 př. n. l.–10). Tyto helénské útvary pěstovaly kulturu někdy nazývanou řecko-buddhistická. Důležité bylo, že i lokální dynastie, které převzaly moc po pádu helénského světa (sídlily v Sindhu), byly buddhistické, takže nedošlo ke znovuetablování hinduismu.

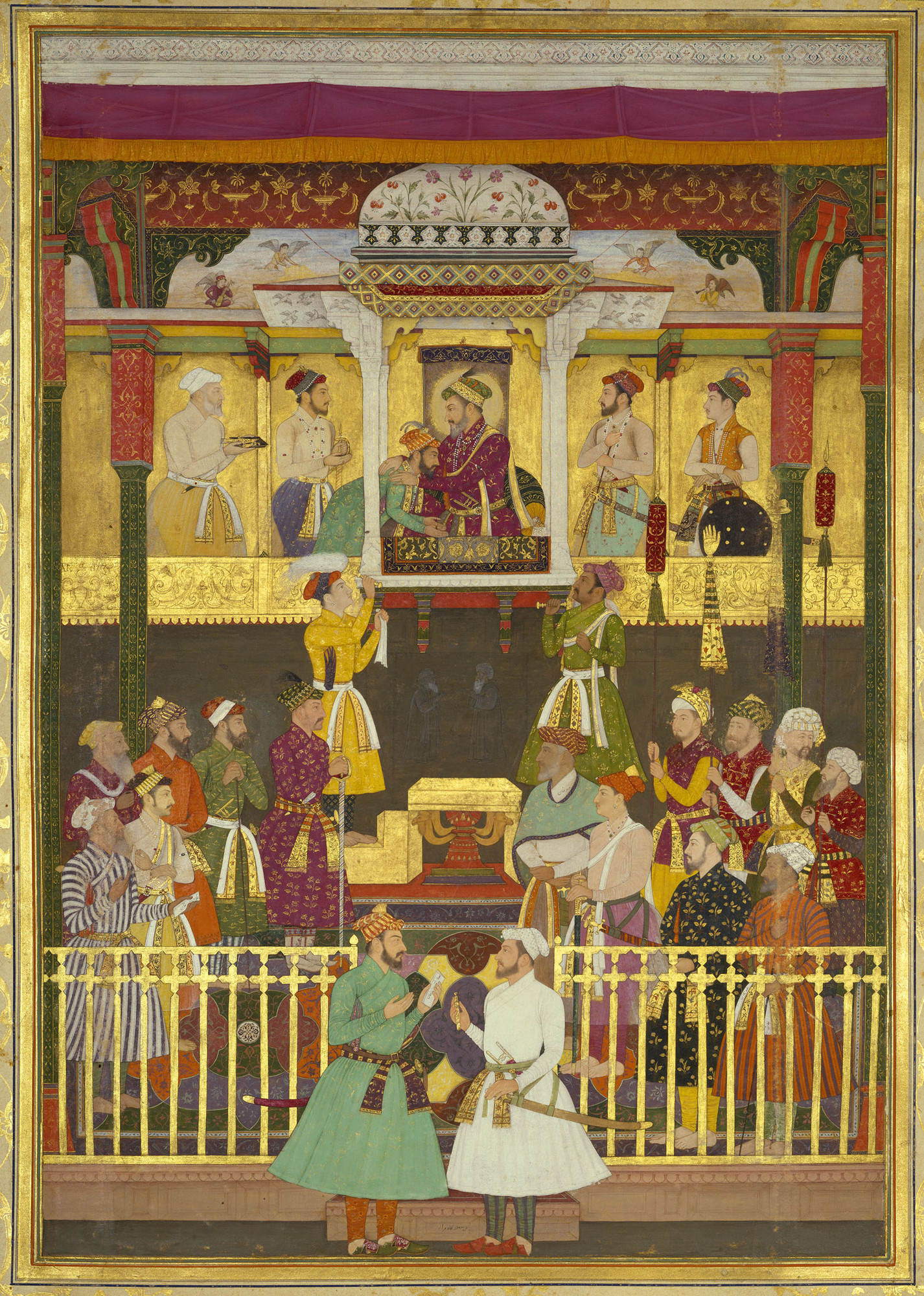
Mughalský princ Aurangzéb na dvoře svého otce Šáhdžahána v Láhauru roku 1640

Roku 711 pak území dobyl umajjovský válečník Muhammad ibn al-Kásim ath-Thakaff a začal se šířit islám. Současnou pákistánskou politickou elitou je tento okamžik stále více vnímán jako klíčový historický zlom, v němž hledá počátek Pákistánu. Zajímavostí je, že první islámští misionáři v Pákistánu byly z velké části súfisté (islámští mystici). Od 10. století oblast Pákistánu ovládaly různé muslimské říše. První z nich byla Ghaznovská říše (975–1187), jejíž turkičtí vládci nejprve sídlili v Afghánistánu, ale roku 1151 za své sídlo zvolili Láhaur. Poté byl Pákistán připojen kulturně k Indii, když se stal součástí dvou mohutných indických muslimských říší: Dillíského sultanátu (1206–1526) a Mughalské říše (1526–1857). Mughalové přinesli perskou kulturu. Klíčovými městy se v té době staly Láhaur a Thatta, kde lze nalézt nejvíce pozůstatků mughalské architektury (Bádišáhova mešita, Láhaurská pevnost).
Britská nadvláda nad územím Pákistánu má zárodek v roce 1839, kdy Britové obsadili tehdy malou rybářskou vesničku Karáčí a učinili z ní svou vojenskou základnu pro potřeby svých bojovníků v první anglo-afghánské válce. V roce 1893 již Britové ovládali celé území dnešního Pákistánu. Učinili ho součástí Britské Indie.

### Nezávislost a konflikty s Indií

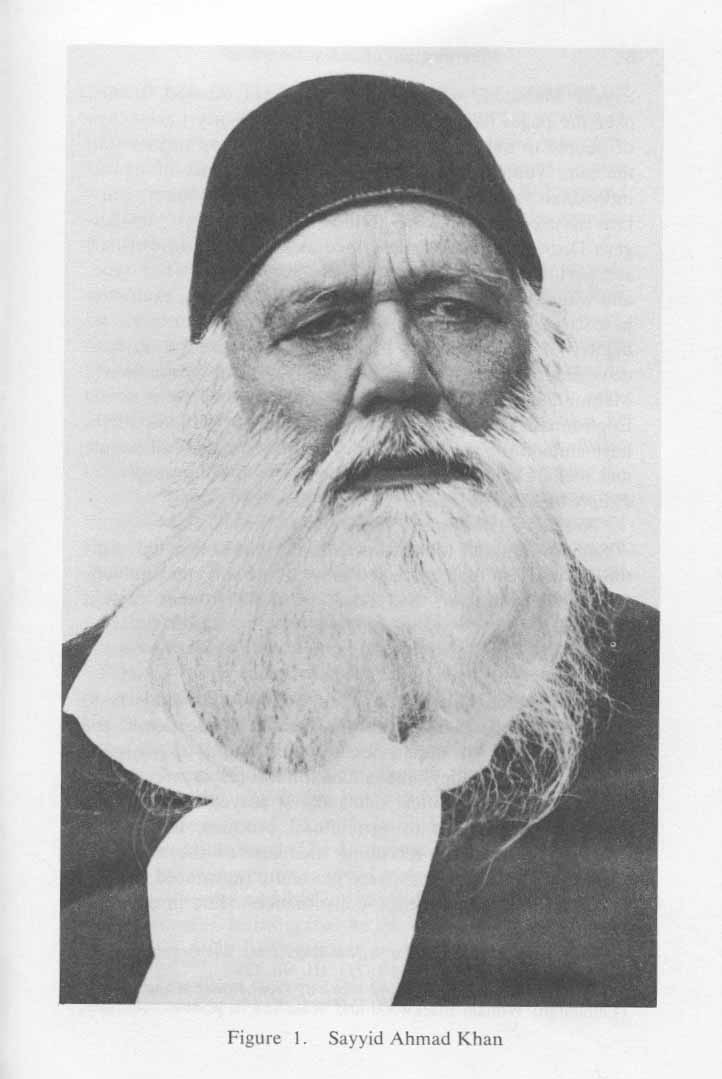
Sajjid Ahmad Chán

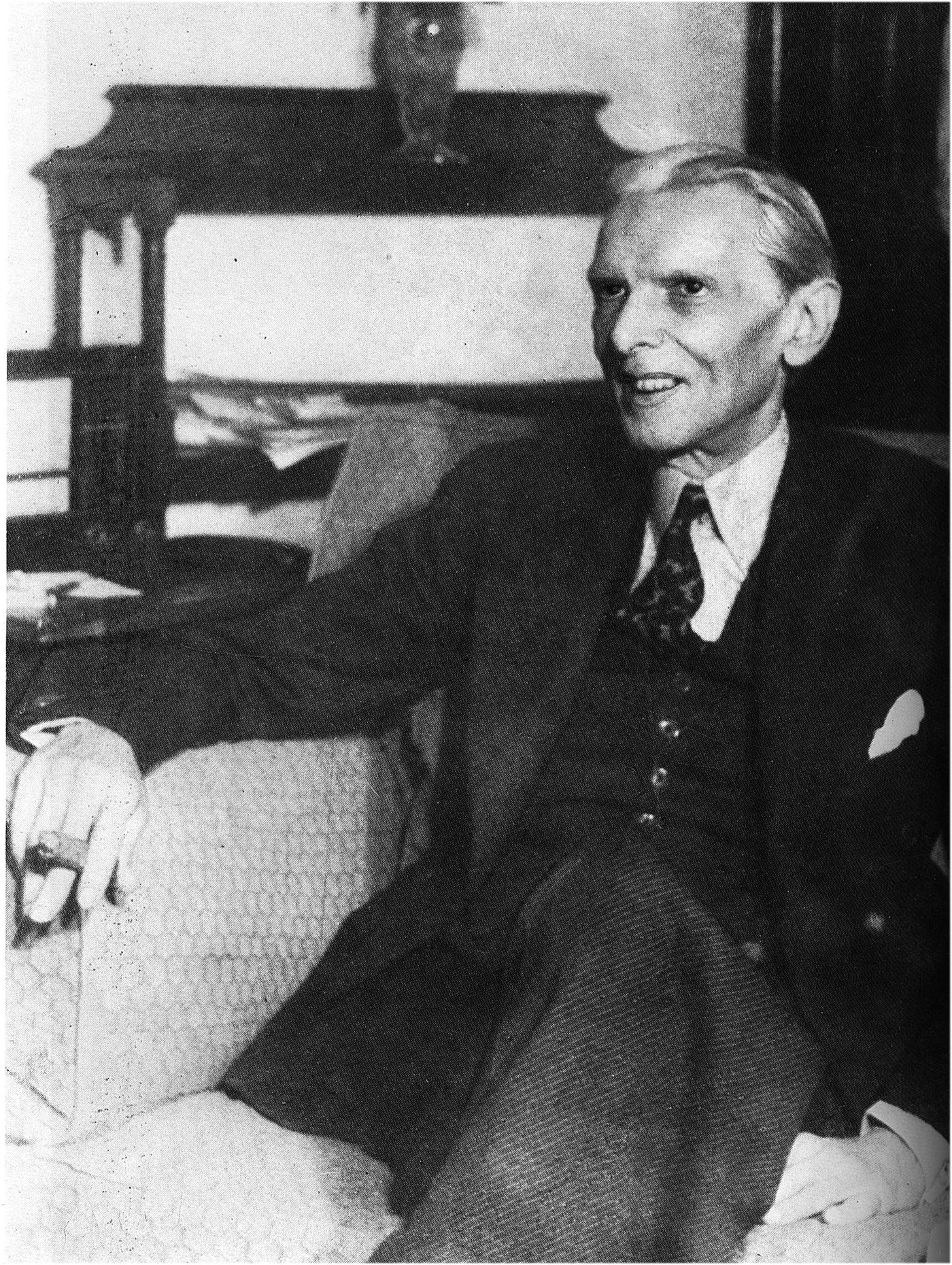
Muhammad Alí Džinnáh, otec zakladatel Pákistánu

Spojení s převážně hinduistickými indickými oblastmi však vyvolávalo četné konflikty. Prvním signálem napětí byl jazykový spor z roku 1867, který řešil, zda hindština a urdština jsou jedním jazykem. Výraznou roli poté sehrál Sajjid Ahmad Chán, muslimský intelektuál, který založil tzv. alígarhské hnutí, které prosazovalo evropský způsob vzdělávání a vyzývalo indické muslimy k loajalitě vůči britské správě. To budilo nevoli hinduistických Indů, kteří v tom viděli podvracení svých emancipačních snah. Sajjid Ahmad Chán zpočátku viděl muslimy a hinduisty v Britské Indii jako jeden národ dvou konfesí. Rostoucí napětí mezi představiteli obou náboženství ho však přivedlo k teorii dvou národů, která se stala jádrem pákistánského nacionalismu (či též náboženského nacionalismu).
Tato koncepce se stala základem ideologie Muslimské ligy, politické strany založené roku 1906 v Dháce. V roce 1913 do této strany vstoupil Muhammad Alí Džinnáh, roku 1916 se stal jejím předsedou. Další výraznou postavou strany byl Muhammad Iqbal. V roce 1940 strana přijala tzv. Láhaurskou rezoluci, která žádala rozdělení Indie a vznik samostatného muslimského státu. Přitom, na rozdíl od Indického národního kongresu, strana podporovala Brity ve druhé světové válce a získávala u nich podporu pro ideu rozdělení Indie po náboženské linii. V roce 1944 Džinnáh vedl v Bombaji rozsáhlá jednání s Mahátmou Gándhím o podobě poválečné Indie, ale shodu nenalezli.
Po válce Britové oznámili, že se v krátké době z Indie stáhnou. Debaty o novém uspořádání nabraly na obrátkách. Indický národní kongres dlouho argumentoval tím, že Muslimská liga nereprezentuje většinu indických muslimů, avšak když ve volbách v roce 1946 Liga získala 90 procent parlamentních křesel vyhrazených pro muslimy, tento argument padl. Poslední pokus, jak zabránit rozdělení Indie, učinili Britové roku 1946, ale ztroskotali. Poté již poslední místokrál Britské Indie Louis Mountbatten souhlasil s rozdělením. O půlnoci 15. srpna 1947 tak vznikly dva nezávislé státy, Dominium Indie a Dominium Pákistán, a to z rozhodnutí parlamentu Spojeného království (Zákon o nezávislosti Indie). Džinnáh se stal prvním generálním guvernérem Pákistánu. Prvním premiérem byl jmenován Líákat Alí Chán.

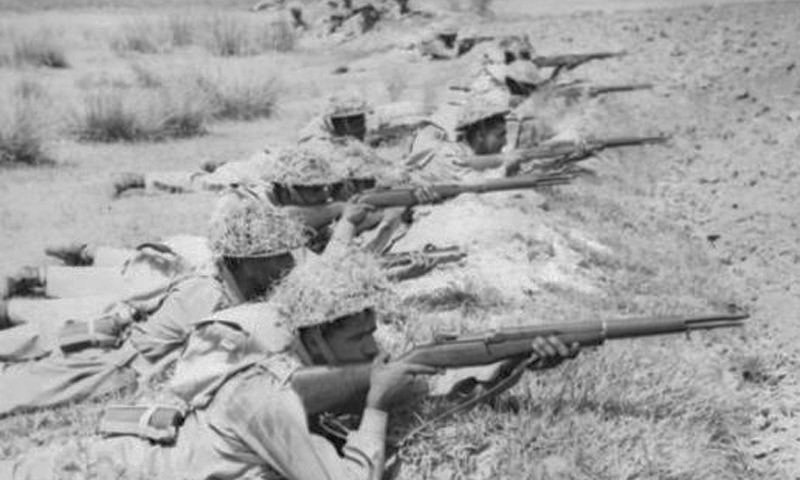
Pákistánští vojáci během první války v Kašmíru

Rozdělení vedlo k obrovským přesunům obyvatelstva. 10–15 milionů lidí muselo opustit své domovy, buď dobrovolně, aby nebyli menšinou v cizím státě, anebo byli vyhnáni. Z Indie do Pákistánu odešlo asi 6,5 milionu muslimů. Opačným směrem mířilo asi 5 milionu hinduistů. Šlo o největší migrační vlnu v lidské historii. Proces nebyl poklidný. Řada násilných střetů byla nepřehledná a dodnes historici tento jev s obtížemi mapují. Někde bylo násilí organizováno a mělo povahu etnických čistek (v podezření jsou zvláště sikhští mahárádžové). Počet obětí násilností je nejasný, odhady se pohybují mezi několika stovkami tisíc až dvěma miliony. Vyhánění i migrační příval byly rovněž doprovázeny mimořádnou vlnou násilí na ženách. Vzápětí vznikl mezi Indií a Pákistánem spor o hranice, jak je Britové narýsovali. Nejznámějším je spor o Kašmír, s většinovou muslimskou populací. Ten přerostl v první válku v Kašmíru (1947-1948). Skončila ustavením tzv. linie kontroly, kompromisní hranice, s níž ale ani jedna strana není spokojena.
Východní a západní Pákistán v roce 1956 vytvořily po přijetí ústavy Islámskou republiku Pákistán. Prvním prezidentem se stal Iskandar Mírza. O dva roky později byl po vojenském převratu vedeném generálem Ajubem Chánem zaveden výjimečný stav. Chán zemi vedl až do roku 1969. V roce 1960 byl za hlavní město Pákistánu zvolen Islámábád.
V roce 1965 vypukl opět ozbrojený konflikt mezi Pákistánem a sousední Indií o území Kašmíru. Tzv. indicko-pákistánská válka či též druhá válka v Kašmíru byla ukončena Taškentskou deklarací roku 1966. Definitivní mír však nepřinesla, k největším návratům násilí došlo během třináctidenní eskalace roku 1971 a v roce 1999, kdy vypukla tzv. kárgilská válka. Konflikt tehdy vzbudil velké obavy po celém světě, protože Indie i Pákistán v té době již vlastnily jaderné zbraně. Konflikt trvá dodnes a hraniční přestřelky mezi pákistánskými a indickými vojáky jsou i dnes zcela běžné. Počet mrtvých civilistů od roku 1991 překročil již desetitisícovou hranici.

### Odtržení Bangladéše

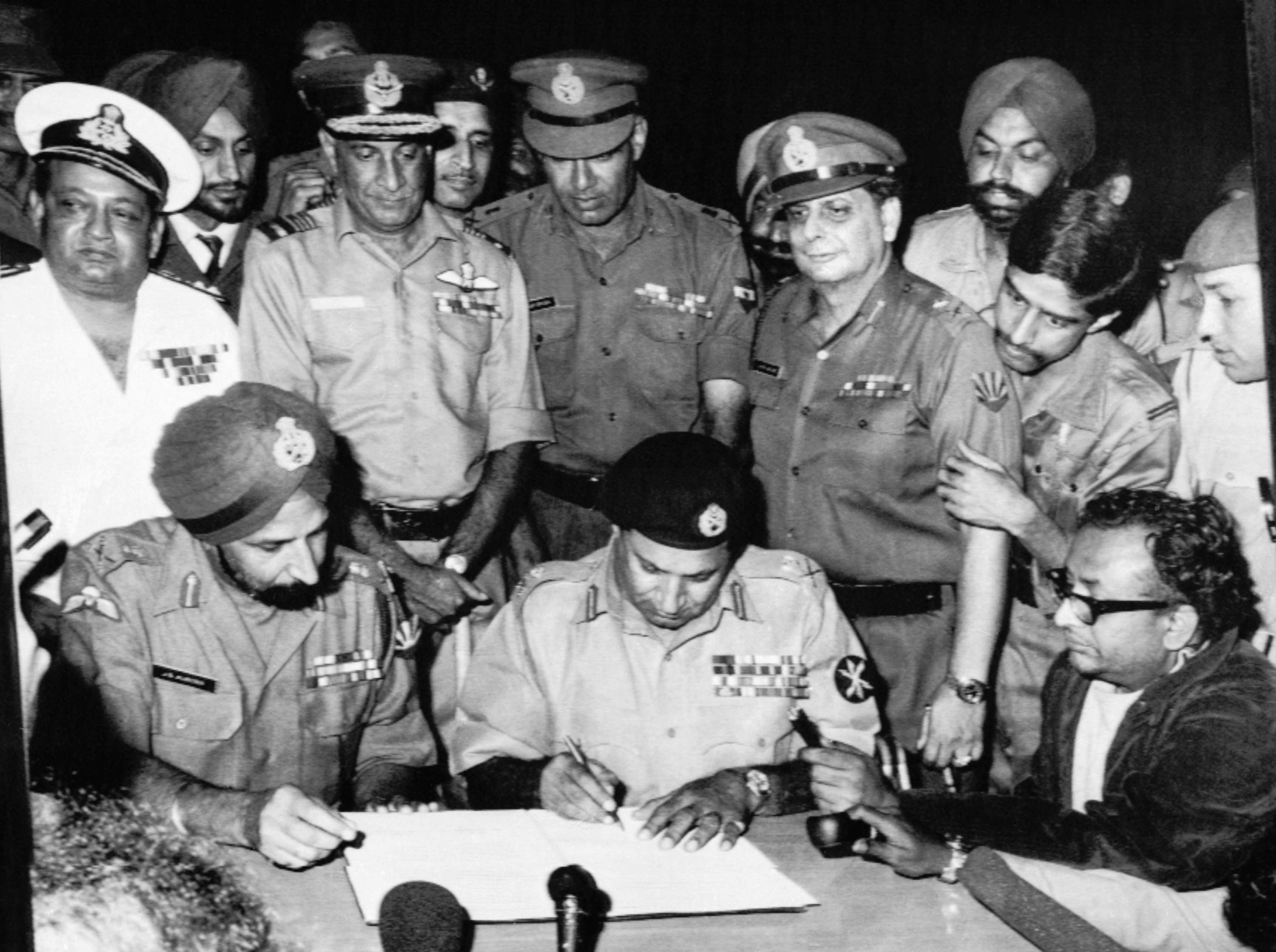
Kapitulace pákistánských sil

Moc v roce 1969 uchopil generál Jahjá Chán. Vzápětí čelil bengálskému povstání ve východním Pákistánu. Ještě více napětí do východního Pákistánu přinesl v roce 1970 cyklón Bhola, na nějž podle bengálských separatistů centrální vláda nebyla schopna adekvátně zareagovat. Přinesl půl milionu až milion obětí.
V roce 1970 byly uspořádány první demokratické prezidentské volby v historii Pákistánu. Uspěl v nich však vůdce východopákistánských rebelů Mudžíbur Rahmán a jeho Lidová liga. Jahjá Chán odmítl pověřit Rahmána úřadem premiéra a vypukla bangladéšská válka za nezávislost. Bangladéš byl 26. března 1971 vyhlášen samostatným státem a Rahmán se stal jeho prezidentem. Vzápětí byl však zatčen a uvězněn ve Faisalábádu. Útok centrální vlády na povstaleckou provincii přinesl krveprolití. Počet obětí se odhaduje až na tři miliony (toto číslo obvykle uvádí Bangladéšané) a hovoří se někdy o bangladéšské genocidě.
Separatistické jednotky Muktí Bahíní si však zajistily podporu Indie (výše zmíněná třináctidenní válka s Indií byla součástí tohoto konfliktu) a válku nakonec vyhrály. 16. prosince 1971 Pákistán uznal bangladéšskou nezávislost. 9. ledna 1972 byl Rahmán propuštěn a vrátil se do vlasti. Jahjá Chán po porážce předal vládu Zulfikáru Alí Bhuttovi.

### Rodina Bhutto, Hako a Mušaraf

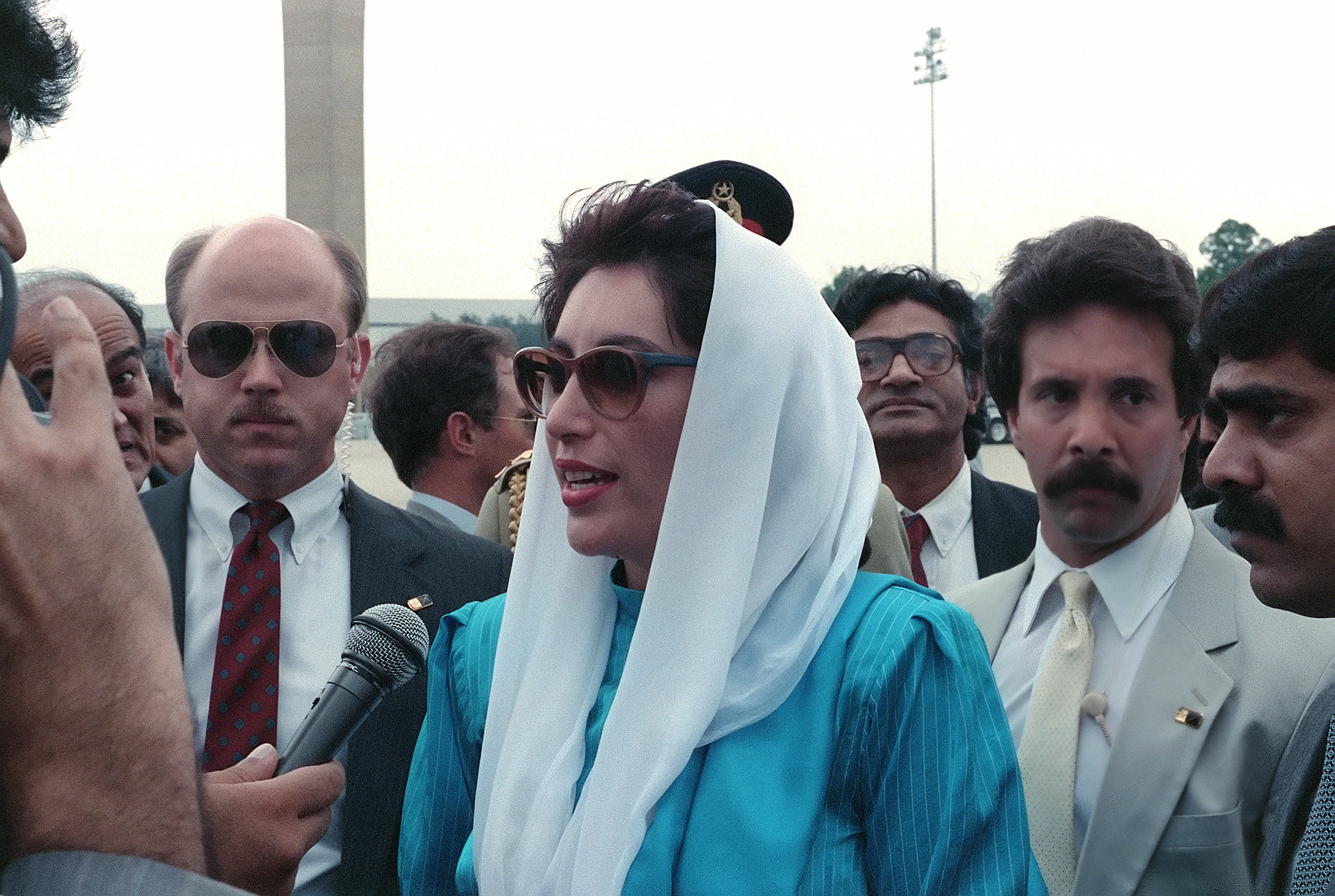
Bénázir Bhuttová

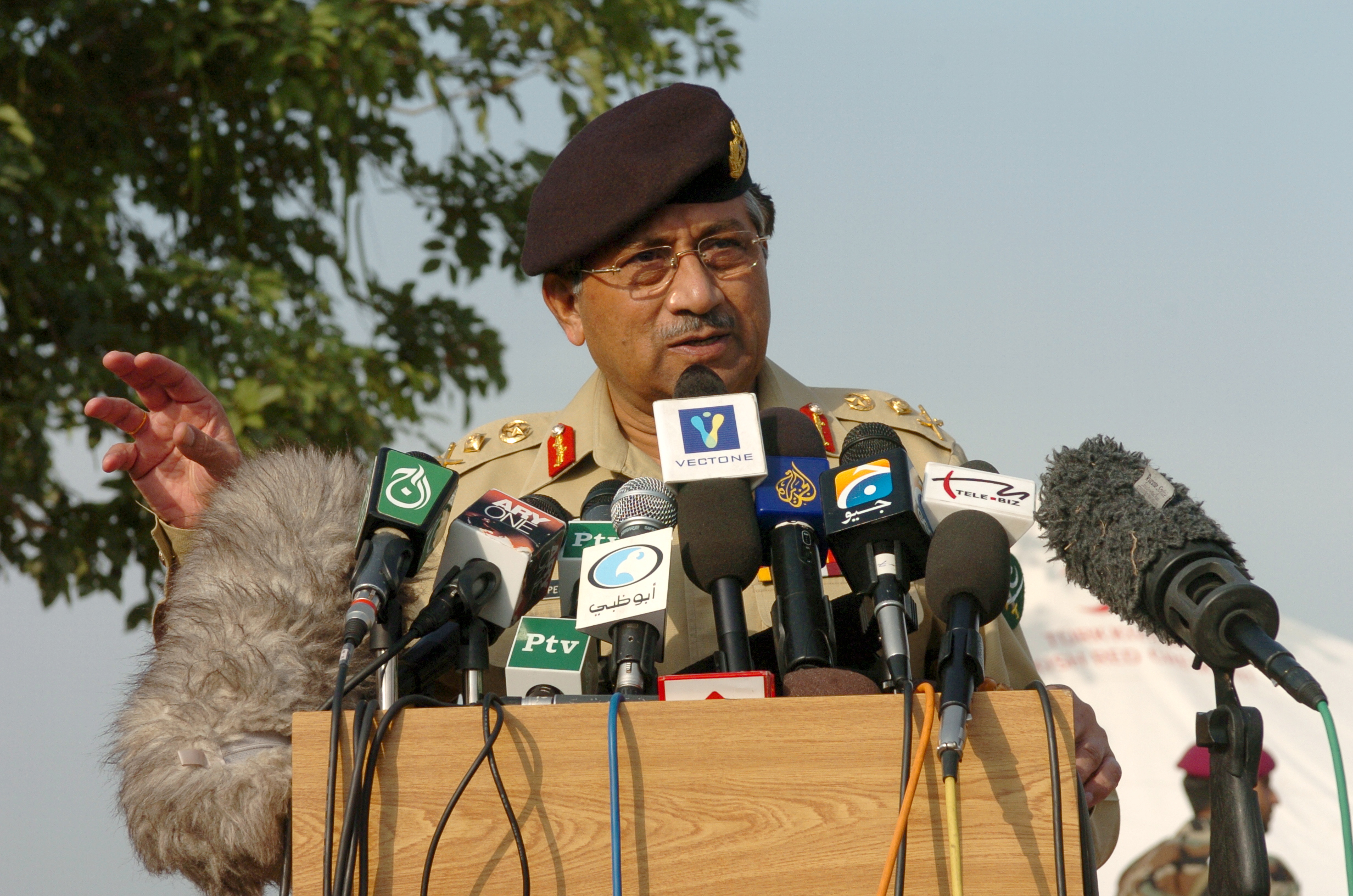
Parvíz Mušaraf

Bhutto roku 1972 obnovil demokracii, která vydržela až do roku 1977. Spustil ambiciózního plán na výrobu vlastní jaderné zbraně. Projekt byl urychlený v reakci na první jaderný test Indie v roce 1974. Dokončen byl v roce 1979.
Volební vítězství Bhuttovi Pákistánské lidové strany v roce 1977 vyvolalo bouřlivé protesty. Ty vyústily ve vojenský převrat vedený generálem Zijáluem Hakem. Bhutto byl uvězněn, odsouzen a popraven. Pod Hakovou vládou Pákistán pomáhal financovat a vyzbrojovat mudžahedíny bojující proti sovětské intervenci v Afghánistánu. Za jeho vlády posilovaly též konzervativní tendence. A ovšem také byl zaznamenán masivní ekonomický růst.
Po smrti Haka v roce 1988 se konaly volby a opět vyhrála Pákistánská lidová strana, která byla vedená Bhuttovou dcerou Bénázir Bhuttovou. V roce 1990 byla její vláda sesazena ve prospěch vlády usilující o striktní uplatňování islámských tradic. Důvodem bylo také podezření z korupce. V roce 1993 byla Bhuttová opět zvolena. Napomohla finančně nástupu Talibanu v sousedním Afghánistánu, od kterého si slibovala stabilizaci oblasti. V roce 1996 musela opět odstoupit, protože byla znovu obviněna z korupce. Bhuttová odešla do exilu do Spojených arabských emirátů v roce 1998.
V roce 1999 provedl generál pákistánské armády Parvíz Mušaraf puč a chopil se moci. Začal se prezentovat jako spojenec USA a bojovník proti terorismu. Sám přežil několik pokusů o atentát. Západem mu bylo vyčítáno, že jako prezident Pákistánu je i vrchní velitel vojsk. Po 11. září 2001 se angažoval jako spojenec USA při svržení afghánského Talibanu. Parvíz Mušaraf se v roce 2007 vzdal velení armády a dokonce povolil Bénázir Bhuttové návrat do vlasti z exilu. Bhuttová se vrátila do Pákistánu 18. října 2007. Hned po příjezdu se stala terčem neúspěšného atentátu. Zahájila kampaň před nadcházejícími parlamentními volbami, ale 27. prosince 2007 byl na ní spáchán úspěšný atentát. Pákistánská vláda obvinila z útoku teroristickou organizaci Al-Káida. Ta se k atentátu i přihlásila. Pákistánská lidová strana byla ale přesvědčena, že Bhuttová byla zavražděna na příkaz Mušarafovy vlády.
22. listopadu 2007 bylo Pákistánu pozastaveno členství v Commonwealthu. Prezident Parvíz Mušaraf nesplnil požadavky na ukončení výjimečného stavu a rezignování na funkci velitele armády. Avšak po demokratických volbách na začátku roku 2008 se Pákistán opět stal členem Commonwealthu.

### Dnešní situace

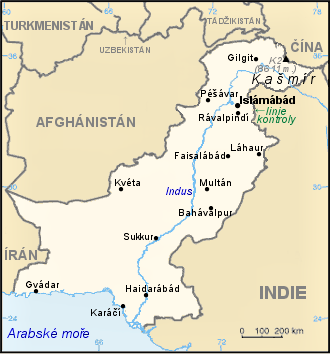
Mapa Pákistánu

Země se potýká se sílící mocí islámských radikálů. Velice časté jsou srážky vojska s radikály a protivládní demonstrace. Po těchto událostech vláda velice často vyvolává výjimečný stav, který někdy trvá až nepřirozeně dlouho. Centrální vláda nemá žádnou kontrolu nad územím při hranici s Afghánistánem, kde kvete obchod se zbraněmi a drogami. Toto území je pod kontrolou místních kmenových vůdců, kteří většinou podporují svržený Taliban a teroristickou organizaci Al-Káidu. Ukrýval se zde i terorista Usáma bin Ládin, kterého 1. května 2011 zabila americká armáda v jeho sídle v Abbottabádu. Pákistánská armáda začala naplno bojovat s radikály na severozápadě země na začátku roku 2008. Své útoky provádí hlavně v oblasti severního a jižního Vazíristánu, není však dobře vyzbrojena a radikálové se mohou opřít o podporu místních obyvatel, kteří s nimi většinou sympatizují.
Dalším už méně známým problémem Pákistánu je snaha jihozápadní provincie Balúčistánu vytvořit nezávislý stát. Boj za nezávislost v této největší a nejméně zalidněné provincii vypukly v 70. letech 20. století pod vedením Akbara Bugtiho a Balúčistánské osvobozenecké armády (BLA). Ozbrojené střety v malé míře trvají dodnes.
Dolní komora parlamentu na návrh prezidenta Zárdarího a premiéra Kíláního schválila 8. dubna 2010 změnu ústavy. Touto změnou se výkonná moc vrátila do rukou parlamentu a předsedy vlády, jak to platilo do roku 1973, prezident zastává reprezentativní roli. Už nemůže odvolat premiéra, rozpustit parlament ani jmenovat náčelníka generálního štábu a předsedu volební komise. Větší pravomoci získaly provincie.
V roce 2012 tajná zpráva NATO obvinila pákistánskou zpravodajskou službu ISI, že ve válce v Afghánistánu tajně podporuje militantní islamistické hnutí Talibán. Spojené státy obvinily pákistánskou ISI z napojení na teroristické skupiny i v roce 2017.

## Státní symboly

### Vlajka
Pákistánská vlajka je tvořena listem o poměru stran 2:3 se dvěma svislými pruhy, bílým a zeleným (barva má tartanový odstín), o poměru šířek 1:3. Ve středu zeleného pole je bílý půlměsíc s bílou pěticípou hvězdou (pootočené přibližně ve směru k hornímu cípu vlajky).

### Hymna
Pákistánská hymna je píseň Qaumi Taranah (česky Národní hymna). Autorem hudby je pákistánský skladatel Ahmad G. Chagla a text napsal urdský básník Hafeez Jullundhri.

## Geografie

Topografická mapa Pákistánu

Pákistán se rozkládá na ploše 881 913 km² mezi 24. a 37. stupněm severní šířky a 61. a 77. stupněm východní délky, což z něj činí devátou největší zemi Asie a 33. největší zemí podle celkové rozlohy, která se však liší v závislosti na sporném postavení Kašmíru. Pákistán se může pochlubit 1 046 km dlouhým pobřežím podél Arabského moře a Ománského zálivu, a sdílí pozemní hranice o celkové délce 6 774 km, z toho 2 430 km s Afghánistánem na západě, 523 km s Čínou (autonomní oblast Sin-ťiang) na severovýchodě, 2 912 km s Indií na východě a 909 km s Íránem na jihozápadě. Má námořní hranici s Ománem a na severozápadě je od Tádžikistánu oddělen úzkým afghánským Vachánským koridorem. Poloha Pákistánu, který se nachází na křižovatce jižní Asie, Blízkého východu a Střední Asie, je geopoliticky významná. Z geologického hlediska se Pákistán rozkládá na zóně Indus-Tsangpo Suture Zone a indické tektonické desce v Sindhu a Paňdžábu, zatímco Balúčistán a většina provincie Chajbar Paštúnchwá leží na euroasijské desce, především na íránské plošině. Gilgit-Baltistán a Ázád Kašmír, ležící podél okraje indické desky, jsou náchylné k silným zemětřesením.

Pákistánská krajina je rozmanitá, od pobřežních nížin po zaledněné hory, která skýtá pouště, lesy, kopce, velehory a náhorní plošiny. Pákistán se dělí na tři hlavní geografické oblasti: severní vysočinu, nížinu řeky Indus a náhorní plošinu Balúčistán. V severní vysočině se vypínají pohoří Karákóram, Himálaj, Hindúkuš a Pamír, v nichž se nacházejí některé z nejvyšších vrcholů světa, včetně pěti ze čtrnácti osmitisícovek (horských vrcholů vyšších než 8 000 m), zejména K2 (s 8 611 m druhá nejvyšší hora na zemi) a Nanga Parbat (8 126 m). Na západě se rozkládá náhorní plošina Balúčistán a na východě Thárská poušť. Řeka Indus dlouhá 1609 km a její přítoky protékají zemí od Kašmíru až k Arabskému moři a obohacují náplavové roviny podél provincií Paňdžáb a Sindh.

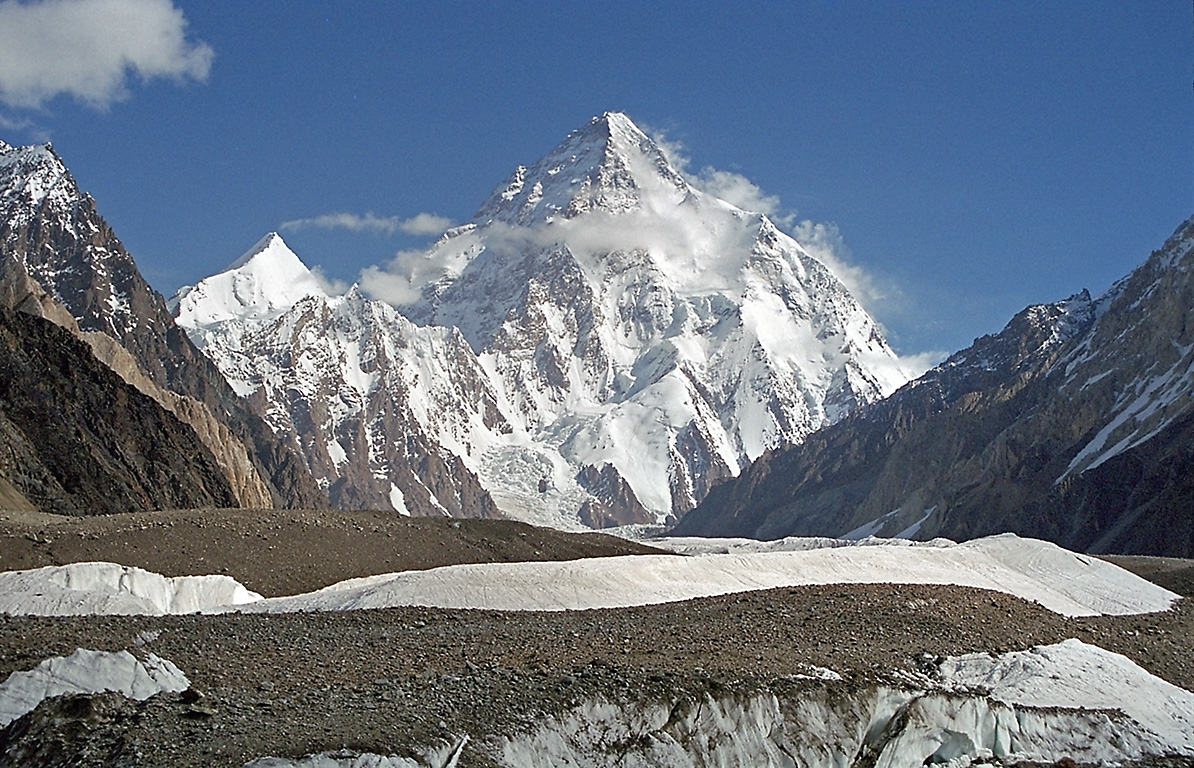
K2 (8611 m) je nejvyšší horou Pákistánu
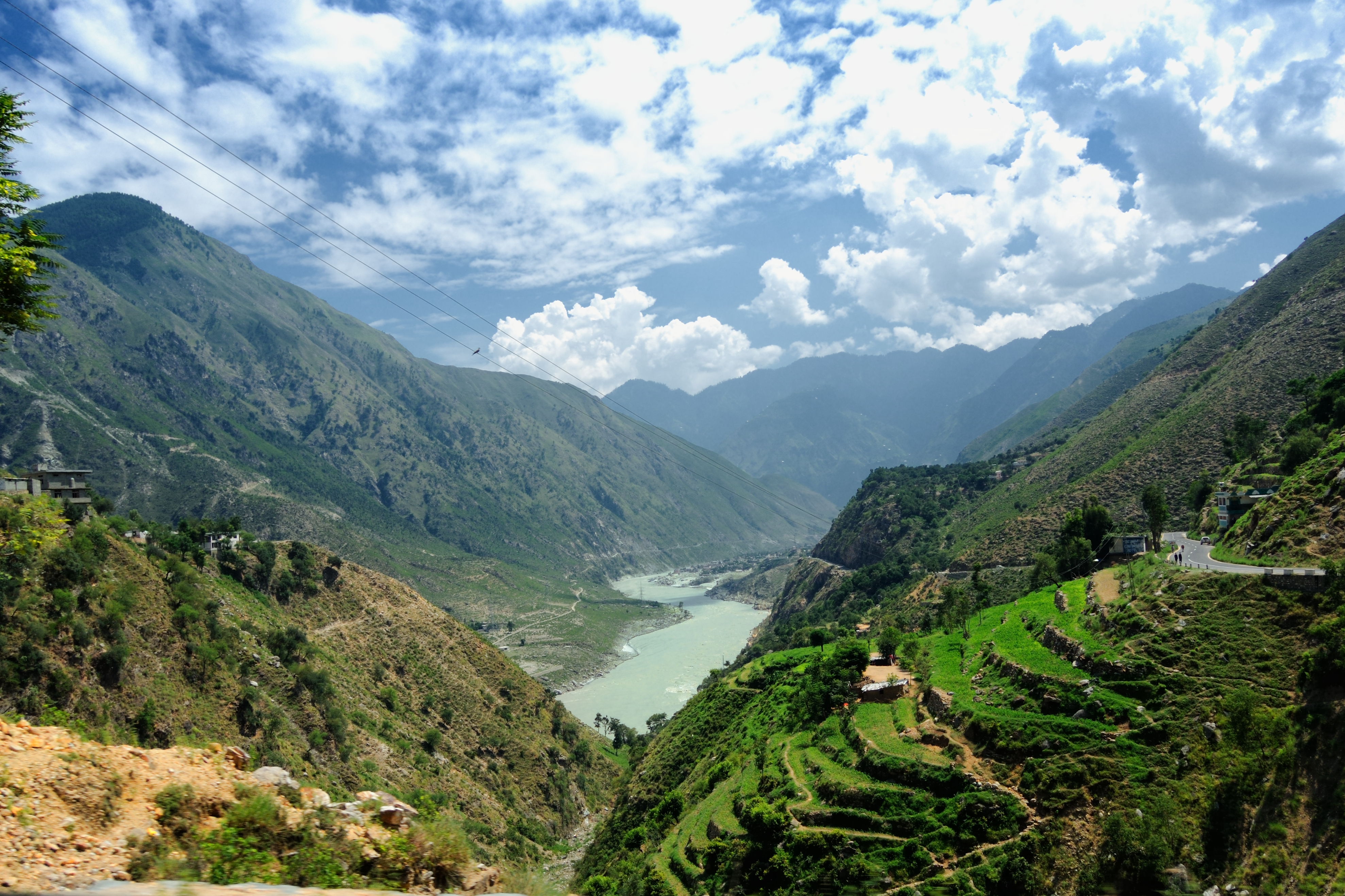
údolí Indu v Karákóramu
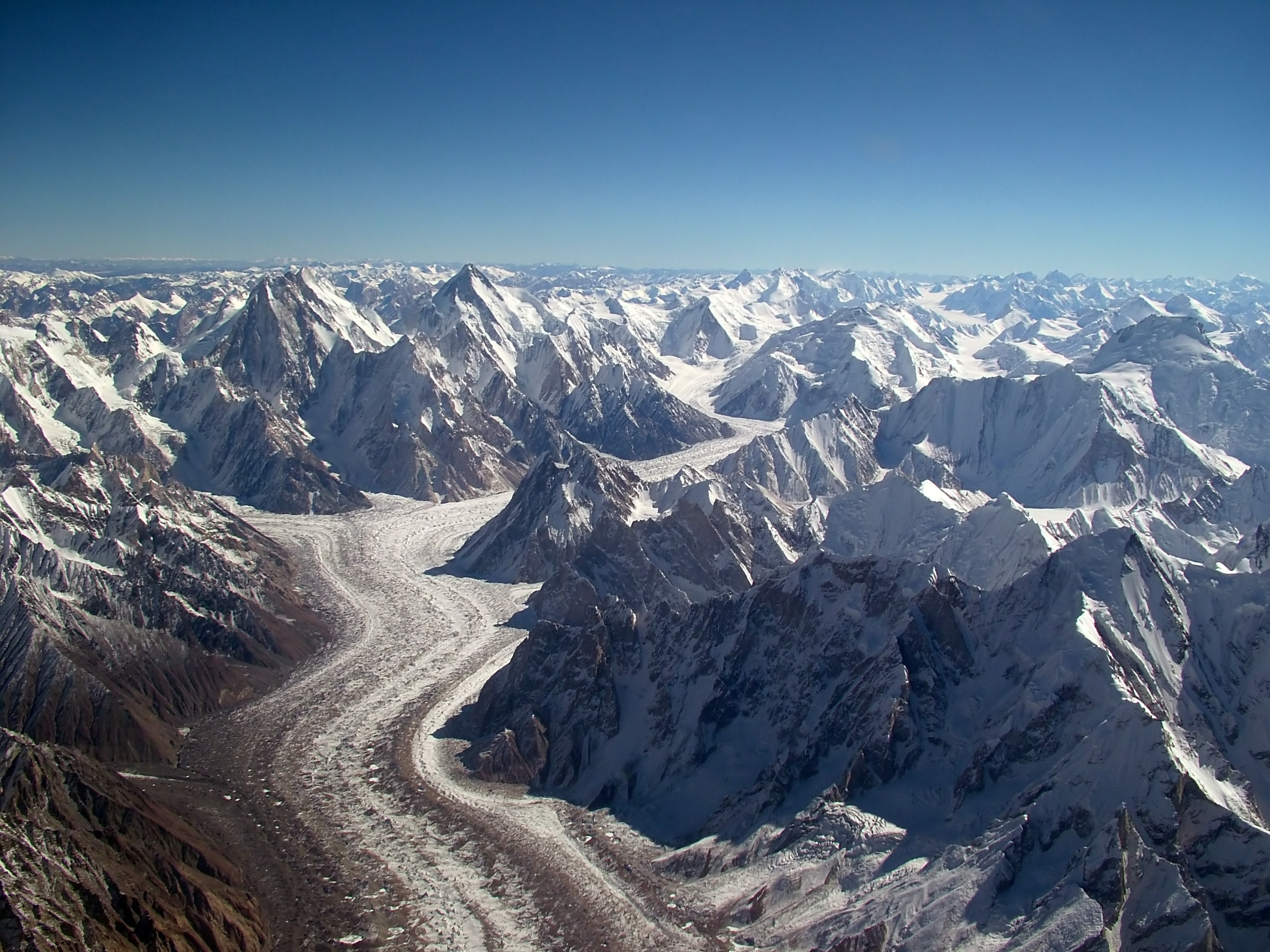
ledovec Baltoro v severním Pákistánu dlouhý 62 km, jeden z nejdelších nepolárních ledovců
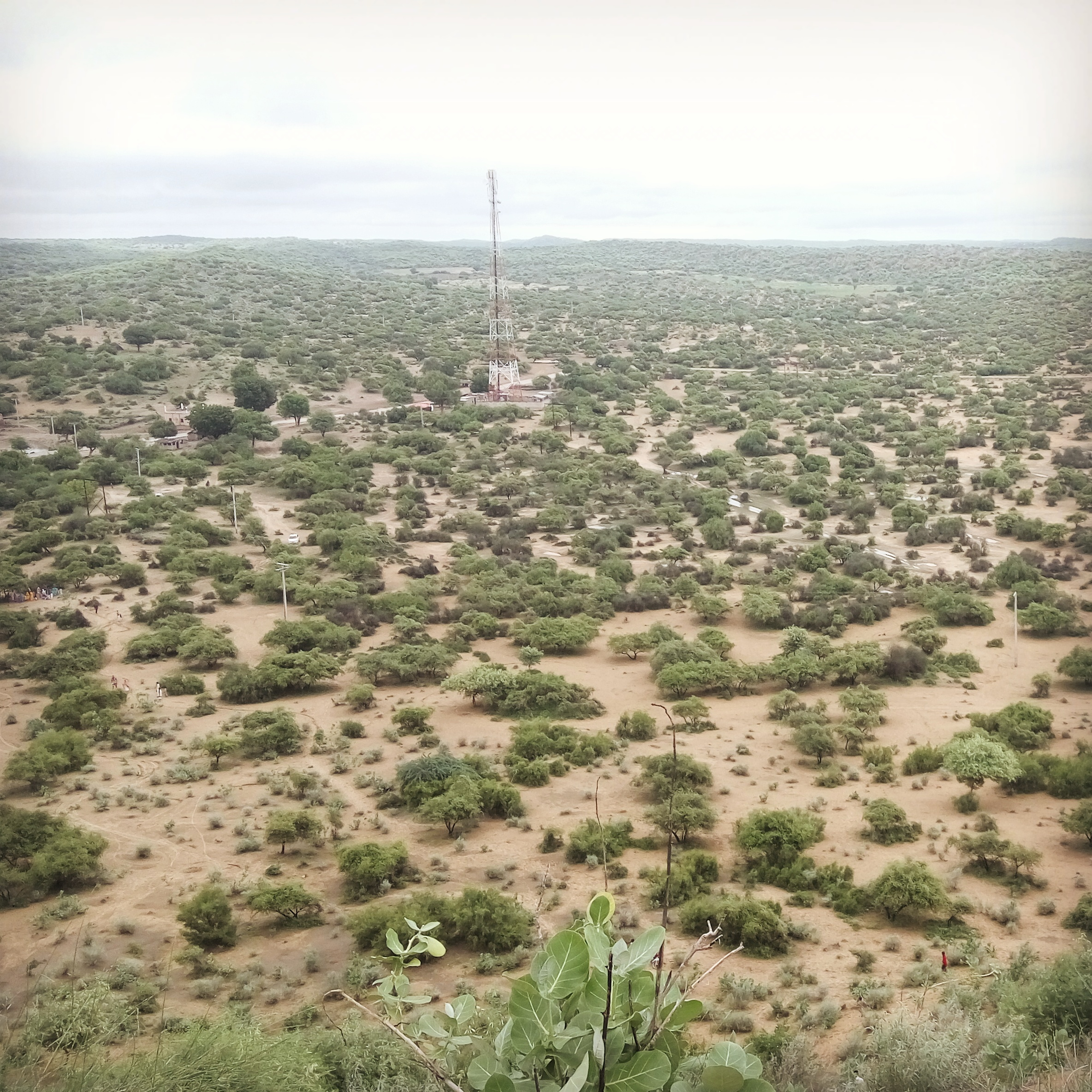
Thárská poušť tvoří přirozenou hranici mezi Indií a Pákistánem.
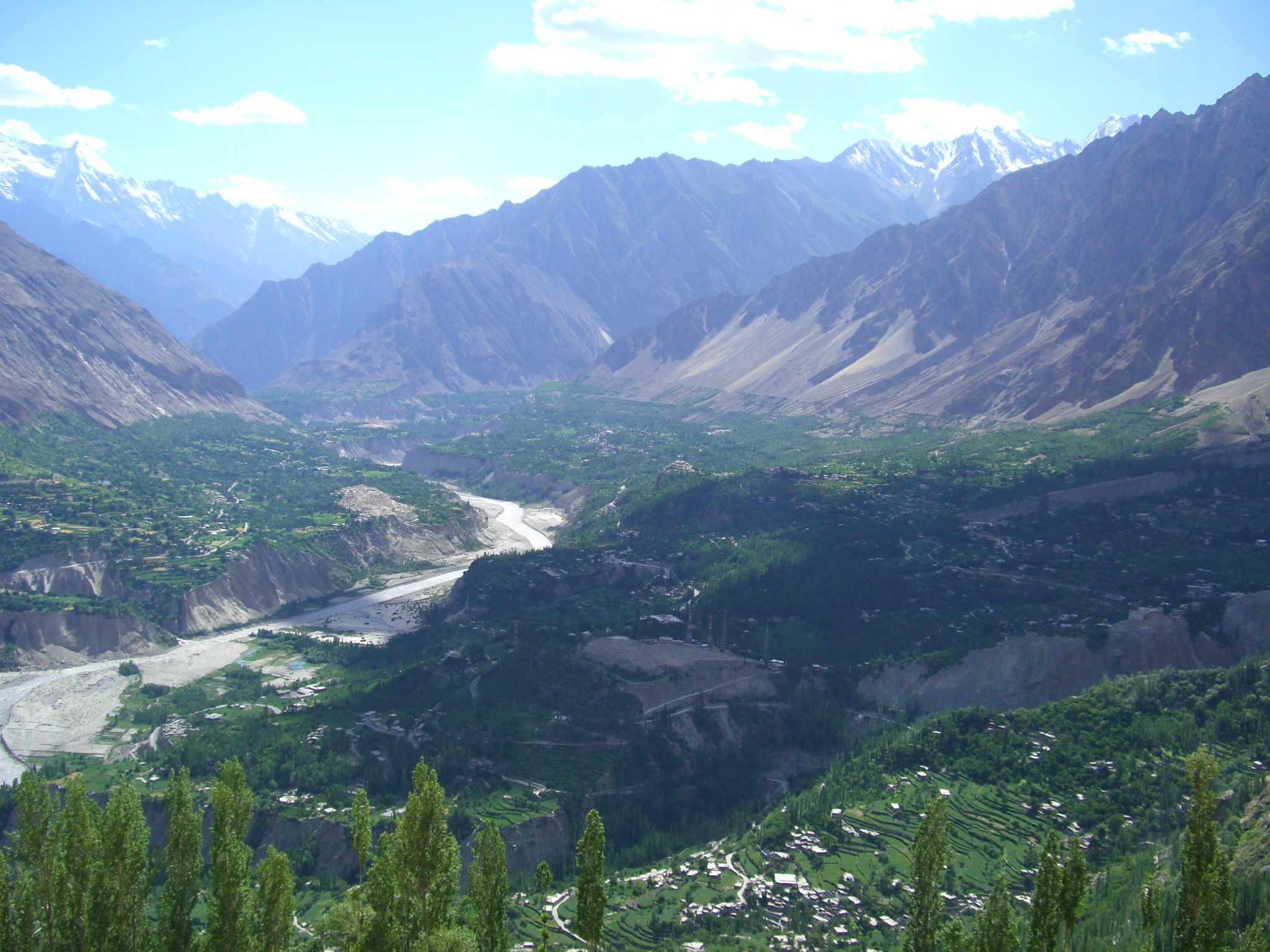
Údolí řeky Hunza v regionu Gilgit-Baltistán

Podnebí se pohybuje od tropického po mírné, na jihu pobřeží panují suché podmínky. V Pákistánu se střídá monzunové období s častými záplavami způsobenými vydatnými srážkami a suché období s podstatně menšími srážkami nebo bez nich. Pákistán zažívá čtyři různá roční období: chladnou a suchou zimu od prosince do února, horké a suché jaro od března do května, letní období dešťů neboli jihozápadní monzunové období od června do září a ustupující monzunové období v říjnu a listopadu. Srážky se v jednotlivých letech značně liší, časté je střídání záplav a sucha.
Rozmanitá geografie a podnebí Pákistánu hostí širokou škálu volně žijících živočichů a rostlin. Různorodá krajina a podnebí v Pákistánu podporují širokou škálu stromů a rostlin, od jehličnatých vysokohorských a subalpínských stromů, jako jsou smrk, borovice a cedr himálajský v severních horách, až po opadavé stromy, jako je dalbergie šišam v Sulajmánském pohoří, a palmy, jako je kokosový ořech a datle, v jižních oblastech. V západních pahorkatinách rostou jalovce, tamaryšky, hrubé trávy a křoviny. V pobřežních mokřadech na jihu dominují mangrovové lesy. Ve většině severních a severozápadních vrchovin se jehličnaté lesy rozprostírají v nadmořských výškách od 1 000 do 4 000 m. V xerických oblastech Balúčistánu převládají datlové palmy a chvojníky. V paňdžábských a sindhských induských nížinách se daří tropickým a subtropickým suchým a vlhkým listnatým lesům a tropickým a xerickým křovinatým oblastem. Přibližně 5 % Pákistánu je zalesněno.

## Politika

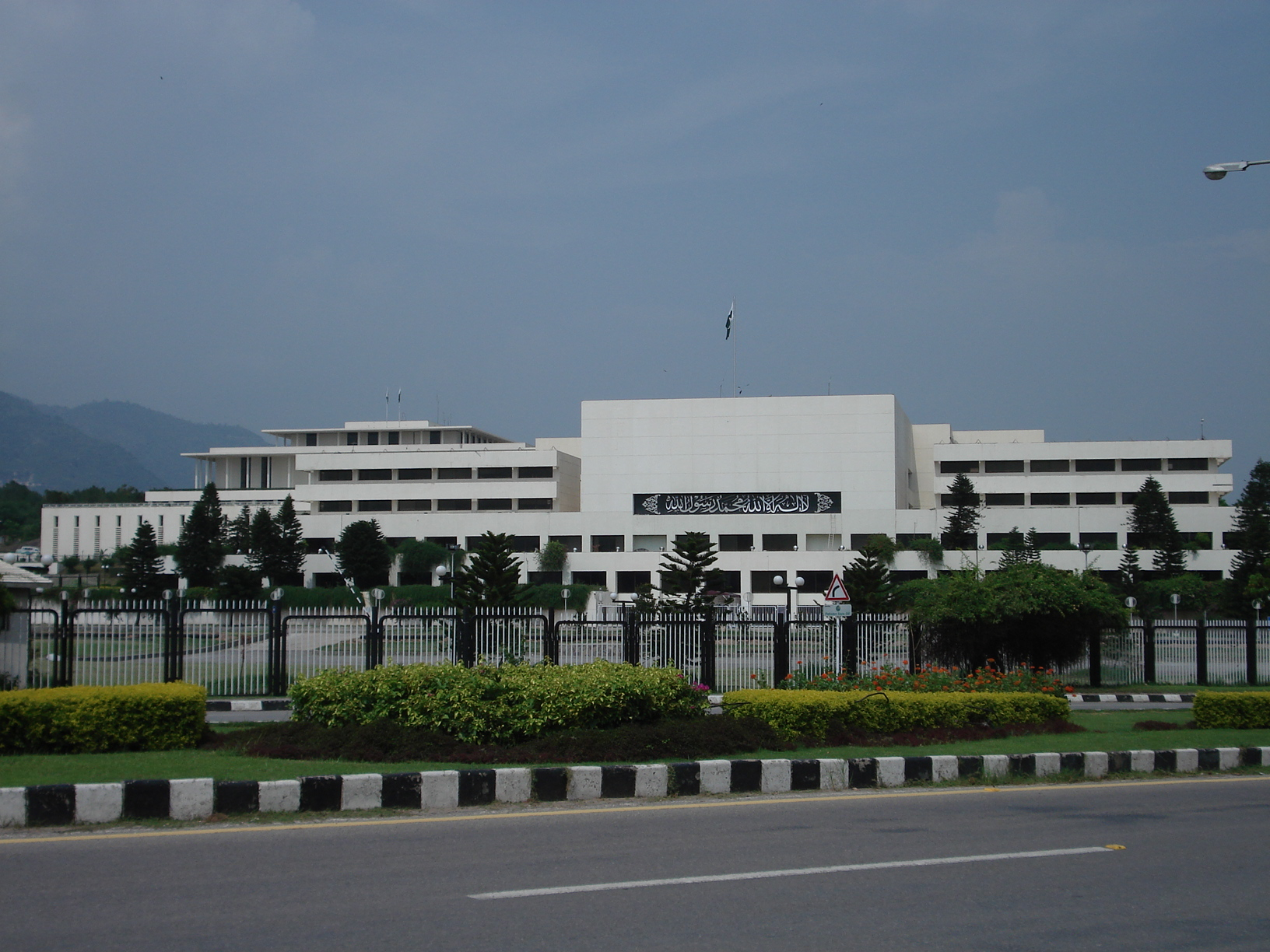
Budova Parlamentu Pákistánu

Pákistán je federální parlamentární republikou, jejímž státním náboženstvím je islám. Podle pákistánské ústavy je prezident nepřímo volenou hlavou státu a také vrchním velitelem pákistánských ozbrojených sil. Prezidentské období a jmenování je dle ústavy nezávislé na premiérovi. Volené instituce (skládající se ze Senátu a Národního shromáždění a čtyř Provinčních shromáždění) vybírají vedení země reprezentované prezidentem v pětiletém období. Premiérem je obvykle vůdce největší strany v Národním shromáždění, sestavuje kabinet ministrů, který následně schvalují obě komory federálního parlamentu. Guvernéři provincií jsou jmenováni prezidentem.
Vliv armády na politiku země je značný. Přesto, že je Pákistán od svého vzniku demokratickou socialistickou republikou, vystřídal již několik vojenských vlád. Poslední byla vláda generála Parvíze Mušarafa v letech 1999–2008. Během této vlády došlo k úspěšnému atentátu na předsedkyni Pákistánské lidové strany Bénazír Bhuttovou. Premiérem se stal v červnu 2012 Rádža Parvíz Ašraf z Pákistánské lidové strany. Krédo strany je: "Islám je naše víra, demokracie je naše politika, socialismus je naše ekonomie; všechnu moc lidu" .

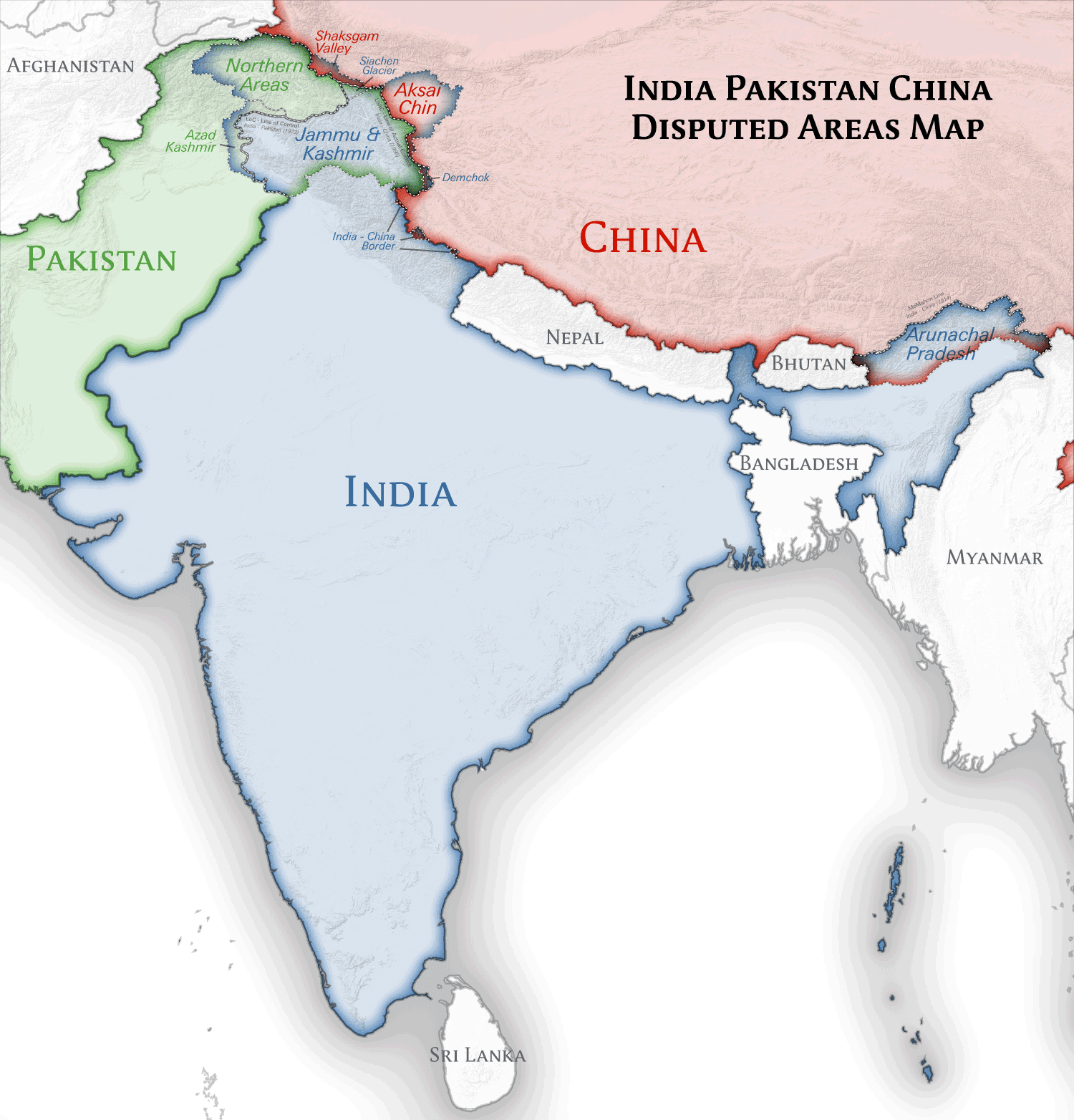
Sporné území rozděleného Kašmíru, který si celý nárokují Indie i Pákistán.

Po volbách v roce 2013 vykonával funkci předsedy celostátní vlády Naváz Šaríf z konzervativní Pákistánské muslimské ligy, dlouholetý rival rodiny Bhuttů. Pákistánský premiér Naváz Šaríf rezignoval 25. 8. 2017 poté, co nejvyšší soud rozhodl, že musí odejít z funkce kvůli korupčnímu jednání, na které upozornily dokumenty uniklé v kauze panamských dokumentů, které odkrývají praktiky převádění peněz do daňových rájů. Jeho dočasným nástupcem byl jmenován dosavadní ministr pro ropu a přírodní zdroje Šahíd Chakan Abbásí, který měl stát v čele kabinetu, dokud se premiérského úřadu nebude moci ujmout Šarífův bratr Šahbáz, vybraný za trvalého zástupce.
Ve volbách v roce 2018 však došlo k vítězství Hnutí za spravedlnost a obě dosavadní tradiční strany (Pákistánská muslimská liga a Pákistánská lidová strana) utrpěly porážku. Premiérem se stal předseda Hnutí za spravedlnost a bývalý reprezentační hráč kriketu Imran Chán, doposud nevykonávající žádnou významnou státní funkci.

### Lidská práva
Mužská homosexualita je v Pákistánu nezákonná a trestá se až doživotním vězením. Reportéři bez hranic ve svém Indexu svobody tisku za rok 2021 zařadili Pákistán až na 145. místo ze 180 zemí - situace médií je tak hodnocena jako lepší než například v Číně, Rusku, Turecku, Saúdské Arábii či Kazachstánu, ale horší než v Indii, Spojených arabských emirátech, Malajsii nebo Indonésii. Pákistán oproti minulým letům v žebříčku klesá (v roce 2018 byl 139.), takže situace se zhoršuje. Televizní stanice a noviny jsou běžně zakazovány pro zveřejnění jakýchkoli zpráv kritických vůči vládě nebo armádě. Problémem jsou i ženská práva. Malála Júsufzajová získala v roce 2014 Nobelovu cenu za mír, za svůj boj za lidská práva, zejména právo dívek na vzdělání. Známou pákistánskou aktivistkou je rovněž Sabatina Jamesová. Oceňována je její angažovanost při pomoci pronásledovaným křesťanům a ženám nuceným k sňatku.

### Zahraniční politika

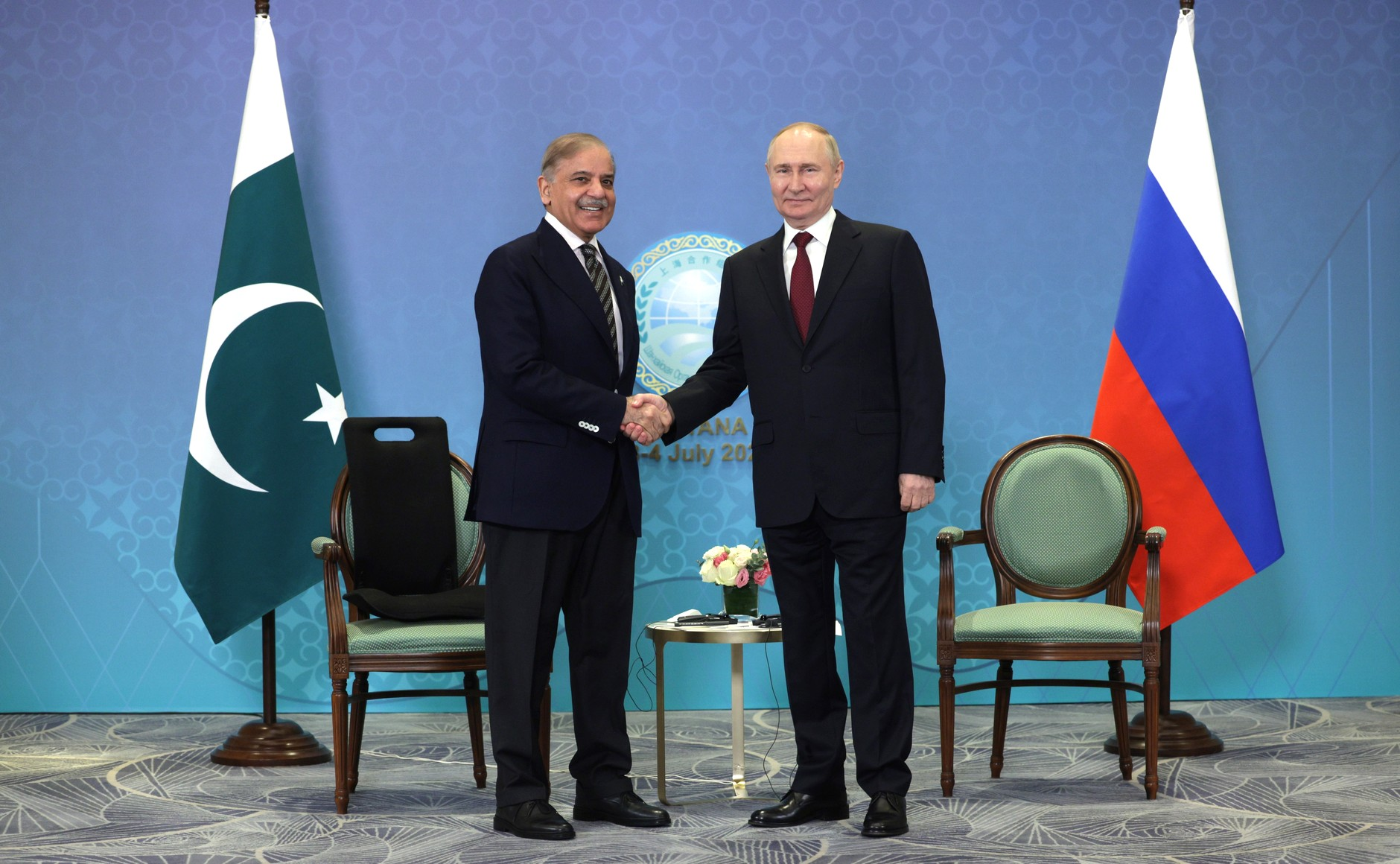
Pákistánský premiér Šáhbáz Šaríf a ruský prezident Vladimir Putin v červenci 2024

Zahraniční politika země je do velké míry určována sporem o Kašmír, o nějž svedl se sousední Indií čtyři války. Od čínsko-indické války v roce 1962 je jeho nejbližším strategickým spojencem Čína, která ho vyzbrojila pro další války. Jako anti-sovětská mocnost dostával významnou pomoc od Spojených států zejména v době Sovětské války v Afghánistánu, kdy Pákistán i Spojené státy podporovaly afghánské mudžáhedíny. Intenzivní spolupráce probíhala i v počátcích amerického tažení proti terorismu. Pak se vztahy ale zkomplikovaly, zejména proto, že vzhledem k mnoha nábožensko-politickým souvislostem má Pákistán jisté vazby na hnutí Tálibán v Afghánistánu - Američané nakonec v roce 2012 obvinili pákistánskou zpravodajskou službu ISI z tajné podpory Tálibánu. Pákistán má též úzké vazby s Tureckem a Íránem, naopak nikdy nenavázal diplomatické vztahy s Izraelem a je také jedinou zemí světa, která neuznala Arménii.

### Administrativní dělení

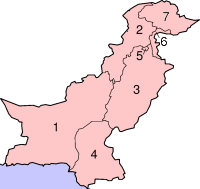
Administrativní členění Pákistánu

Pákistán se skládá ze čtyř autonomních provincií respektujících historická území a tří teritorií, z nichž dvě jsou částí Kašmíru.

#### Provincie
- 1. Balúčistán
- 2. Chajbarsko-Paštunsko
- 3. Paňdžáb
- 4. Sindh

#### Teritoria
- 5. území hlavního města Islamabádu
- 6. Ázád Kašmír
- 7. Gilgit-Baltistán

## Ekonomika

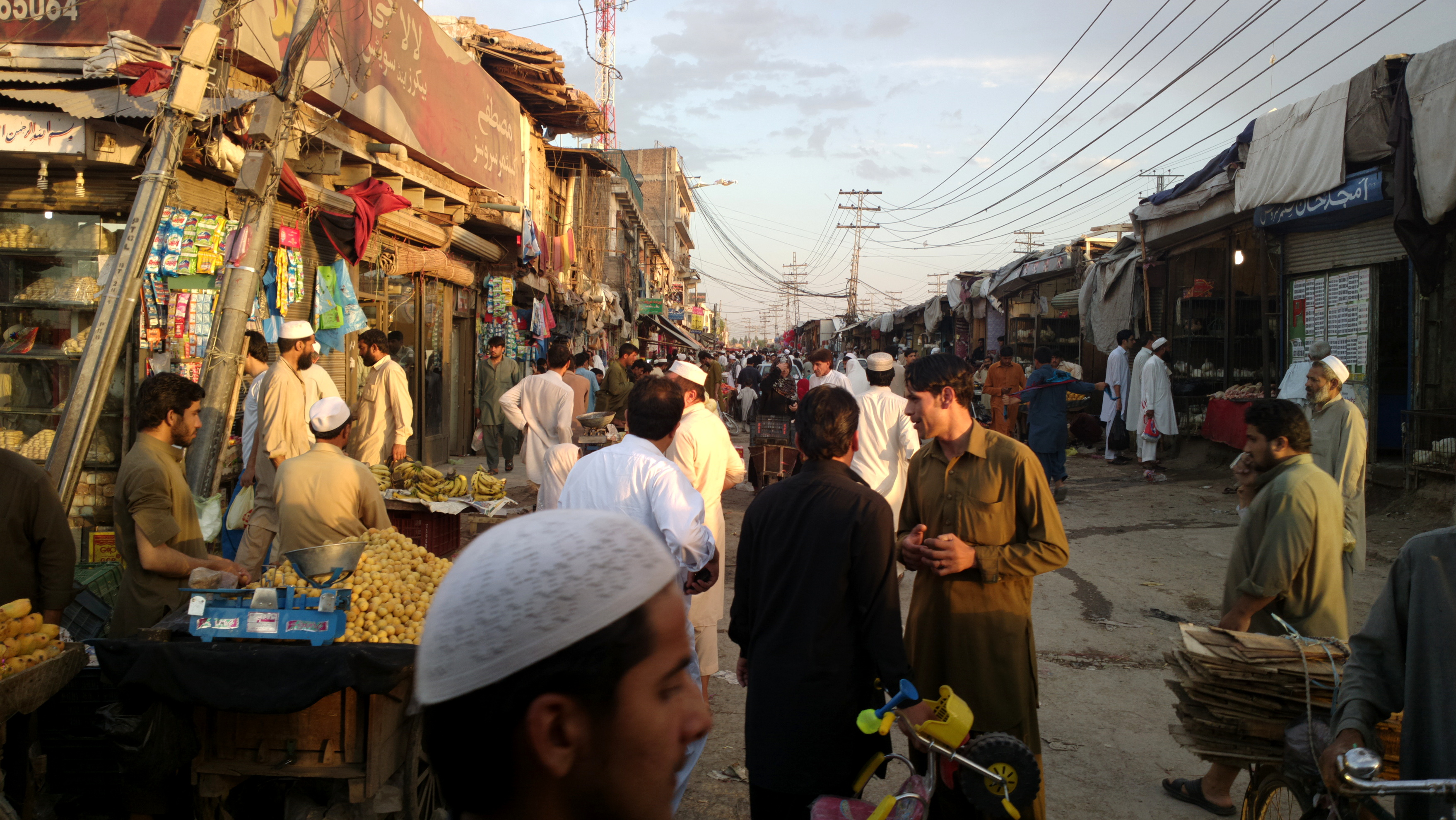
Na trhu v Péšávaru

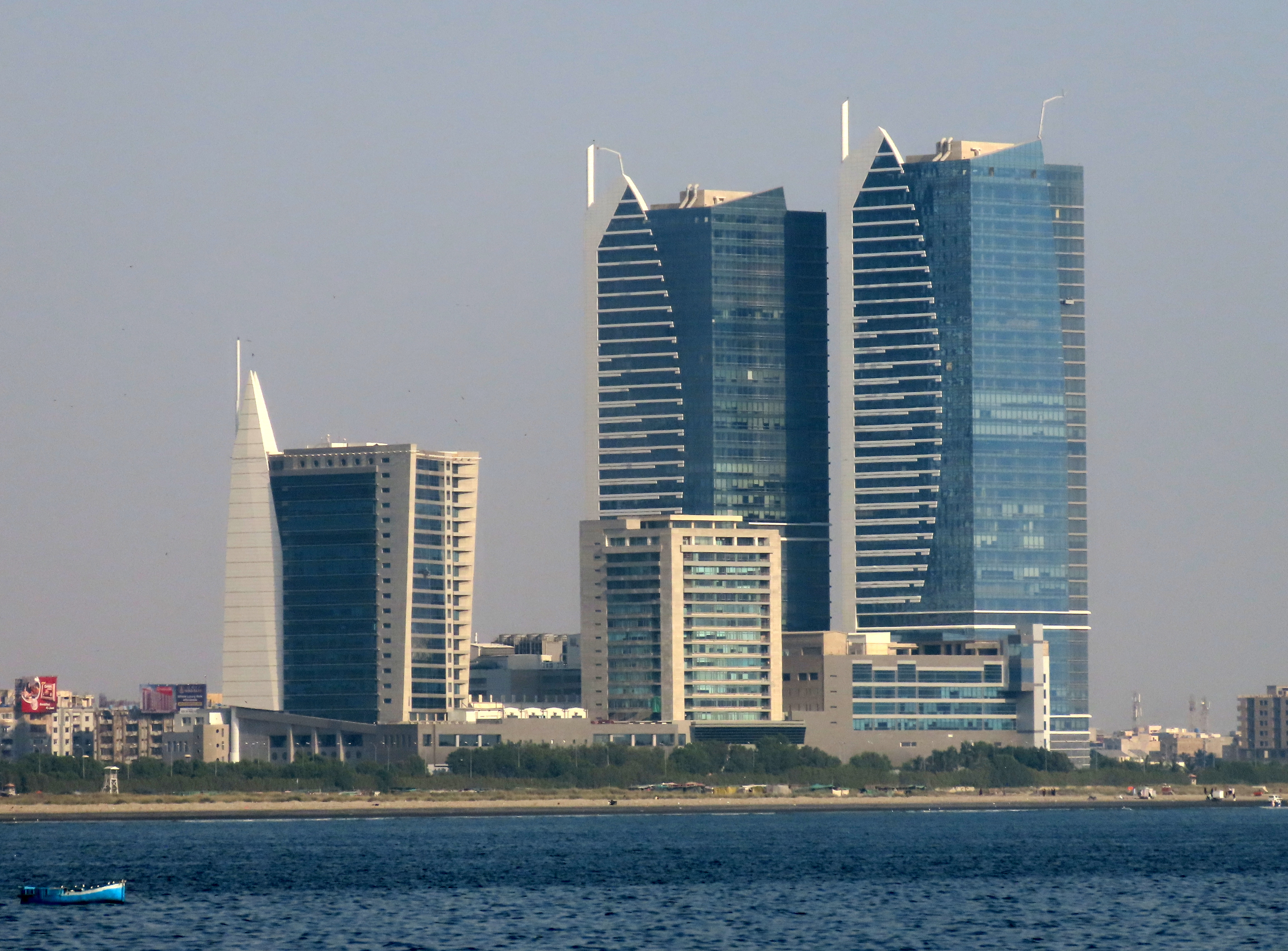
Finanční centrum země v Karáčí

V 1. tisíciletí patřilo území Pákistánu k nejproduktivnější oblasti na světě. Podobně jako v případě Číny a Indie se tento náskok ztratil v 18. století ve prospěch Evropy. Ve 2. polovině 20. století ale Pákistán ztrátu znovu dohání. Je rapidně rozvíjející se zemí a jednou ze zemí skupiny Next Eleven, jedenácti států, které spolu se zeměmi BRICS, mají velký potenciál se v 21. století stát největšími ekonomikami. K roku 2021 byla pákistánská ekonomika 23. největší na světě z hlediska hrubého domácího produktu v paritě kupní síly, s předpokladem dostat se do roku 2030 do první světové dvacítky. V roce 2014 Goldman Sachs předpověděl, že pákistánská ekonomika vzroste v příštích 35 letech 15krát a do roku 2050 se stane 18. největší ekonomikou na světě. Je to druhá největší ekonomika jižní Asie, představuje 15 procent jejího HDP.
To ale neznamená, že pákistánská ekonomika nemá své problémy. Vyvíjí se značně nerovnoměrně, ve skocích, které střídají propady (nezřídka související s politickými turbulencemi). Globální ekonomická krize roku 2008 způsobila v Pákistánu inflaci 25 procent a hrozil státní bankrot, který musela odvracet pomoc Mezinárodního měnového fondu. Také v roce 2013 vyvstaly závažné nedostatky v makromanagementu a nevyvážené makroekonomii v základních službách, jako je železniční doprava nebo dodávky elektrické energie.
Ekonomika Pákistánu je považována za poloprůmyslovou, s centry růstu nacházejícími se tradičně podél řeky Indus. S nimi kontrastují méně rozvinuté oblasti, zejména v Balúčistánu. Motorem růstu je populační boom. Zatím má Pákistán jen relativně malou střední třídu, která by mohla vytvořit spotřební trh (odhadem 40 milionů občanů). Předpokládá se nicméně, že do roku 2050 vzroste počet příslušníků střední třídy na 100 milionů. Pákistán je jedním z největších producentů přírodních komodit a jeho trh práce je 10. největší na světě. Významně zemi pomáhají remitence, tedy prostředky, které do země posílá šestimilionová pákistánská diaspora. Jen v roce 2016 remitence činily 20 miliard amerických dolarů. Hlavním zdrojem remitencí do Pákistánu jsou Spojené arabské emiráty, Spojené státy, Saúdská Arábie, Bahrajn, Kuvajt, Katar, Omán, Austrálie, Kanada, Japonsko, Británie, Norsko a Švýcarsko.
Podle Organizace spojených národů Pákistán v roce 2005 vyprodukoval 21 591 400 tun pšenice, tedy více než celá Afrika a téměř tolik jako celá Jižní Amerika. Podíl zemědělství v pákistánské ekonomice ale setrvale klesá, je již jen 24 procent HDP. Zabírá si ovšem stále ještě 43,5 % zaměstnané pracovní síly a je největším zdrojem devizových příjmů. Země je také pátým největším producentem bavlny a čtvrtým největším producentem mléka na světě. Průmysl je druhým největším sektorem ekonomiky, tvoří 19,74 % HDP a 24 % celkové zaměstnanosti. V roce 2012 a 2013 se nejziskovějším odvětvím ekonomiky stal cementářský průmysl. Jinak ovšem dominuje tradiční textilní průmysl, který přispívá 9,5 % k HDP a poskytuje zaměstnání přibližně 15 milionům lidí. V Asii je Pákistán osmým největším vývozcem textilních výrobků. Čína je druhým největším odběratelem pákistánského textilu. Na rozdíl od západních zemí, kam se dováží převážně textilie s přidanou hodnotou, Čína nakupuje z Pákistánu pouze bavlněné příze a tkaniny. Sektor služeb již tvoří 58,8 % HDP a zajišťuje asi třetinu zaměstnanosti. V květnu 2020 měl Pákistán asi 82 milionů uživatelů internetu, což z něj činilo zemi s devátou největší komunitou uživatelů internetu na světě.
K roku 2021 měl Pákistán šest jaderných elektráren. Přesto to představovalo jen 5,8 % produkce elektrické energie. 64,2 % se získávalo spalováním fosilních paliv, 29,9 % zajišťovaly vodní elektrárny.

## Obyvatelstvo

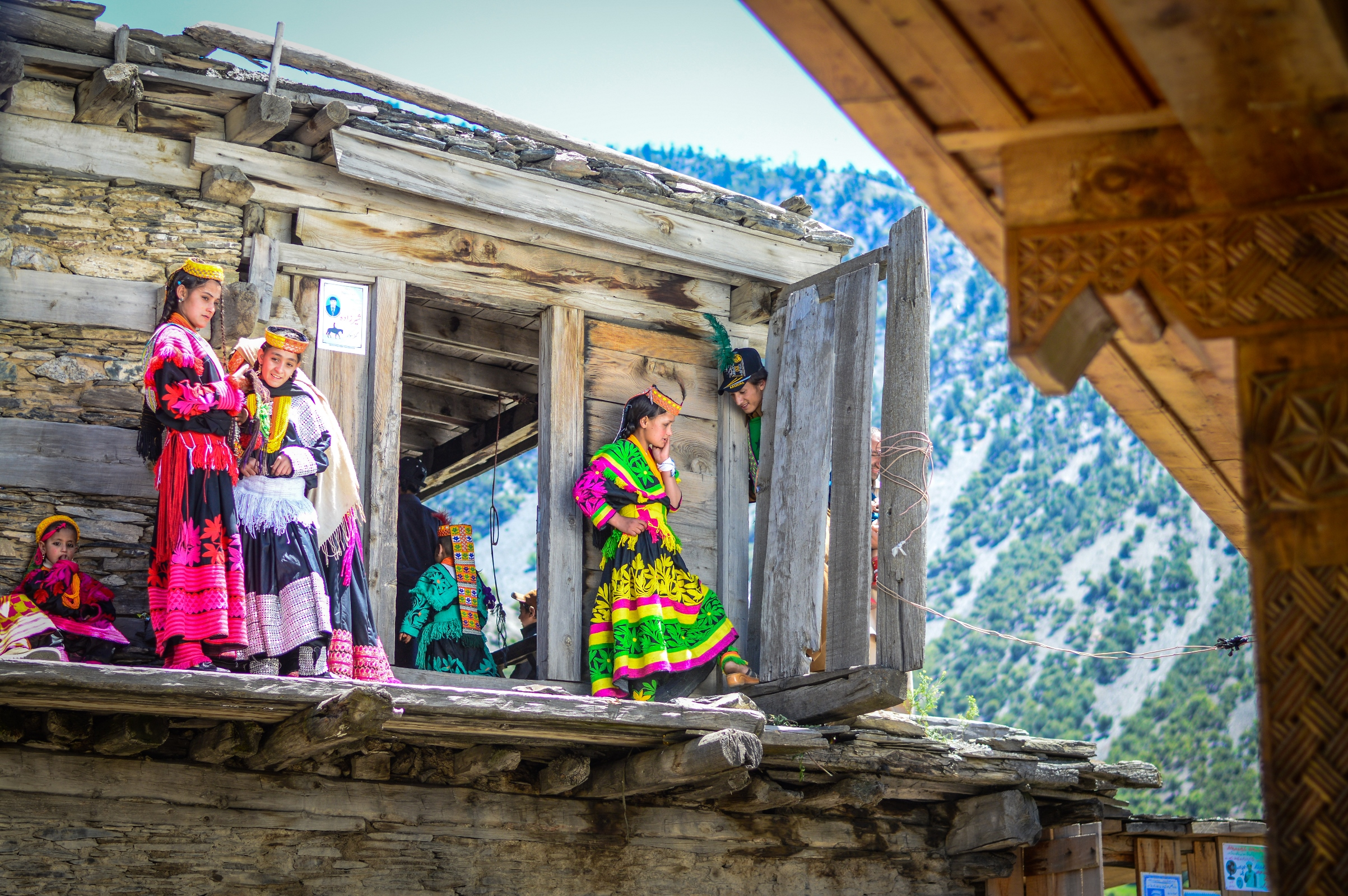
Kalašové si udrželi své neislámské náboženství

Pákistán má podle konečných výsledků sčítání lidu z roku 2023 celkem 241 499 431 obyvatel. Tento údaj zahrnuje čtyři pákistánské provincie, tedy Paňdžáb, Sindh, Chajbar Paštúnchwá, Balúčistán a území hlavního města Islámábádu. Údaje ze sčítání lidu v Ázád Kašmíru a Gilgit-Baltistánu musí ještě schválit Rada společných zájmů Pákistánu. Pákistán je pátou nejlidnatější zemí světa.
Mezi lety 1951 a 2023 se počet obyvatel Pákistánu zvýšil více než sedmkrát, z 33,7 milionu na 241,5 milionu. Země má poměrně vysokou, i když klesající, míru růstu podporovanou vysokou porodností a nízkou úmrtností. V letech 1998-2017 činila průměrná roční míra růstu populace +2,4 %.
Dramatické sociální změny vedly k urbanizaci a vzniku dvou megaměst: Karáčí a Láhauru. Mezi lety 1981 a 2017 se městské obyvatelstvo země více než ztrojnásobilo (z 23,8 milionu na 75,7 milionu), neboť urbanizace Pákistánu vzrostla z 28,2 % na 36,4 %. I přesto zůstává urbanizace země jednou z nejnižších na světě a v roce 2017 žilo na venkově více než 130 milionů Pákistánců (což představuje téměř 65 % obyvatelstva).
Vzhledem k vysoké míře porodnosti, která byla v roce 2022 odhadnuta na 3,5, má Pákistán jednu z nejmladších populací na světě. Při sčítání lidu v roce 2017 bylo zaznamenáno, že 40,3 % obyvatel země je mladších 15 let, zatímco pouze 3,7 % Pákistánců je starších 65 let. Medián věku v zemi je 19 let, zatímco poměr pohlaví byl zaznamenán na úrovni 105 mužů na 100 žen.
Demografická historie Pákistánu od Harappské kultury v údolí Indu až po moderní dobu zahrnuje příchod a osídlení mnoha kultur a etnických skupin v moderním Pákistánu z Eurasie a nedalekého Blízkého východu. Díky tomu má Pákistán multikulturní, multilingvistickou a multietnickou společnost. Předpokládá se, že v Pákistánu žije také čtvrtá největší uprchlická populace na světě, jejíž počet v polovině roku 2021 odhadoval Úřad vysokého komisaře OSN pro uprchlíky na 1,4 milionu.

### Urbanizace

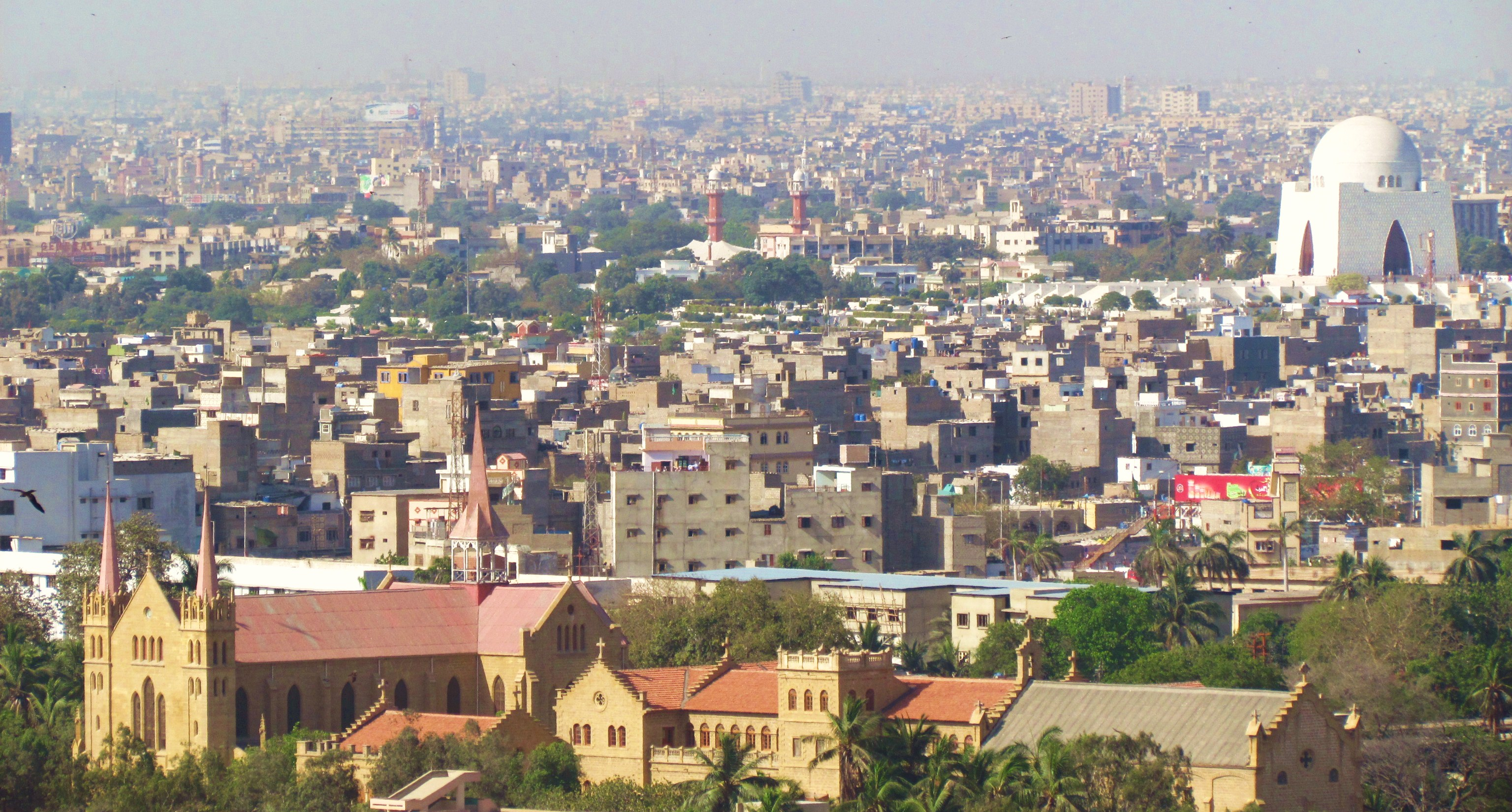
V Karáčí žije přes 20 milionů obyvatel

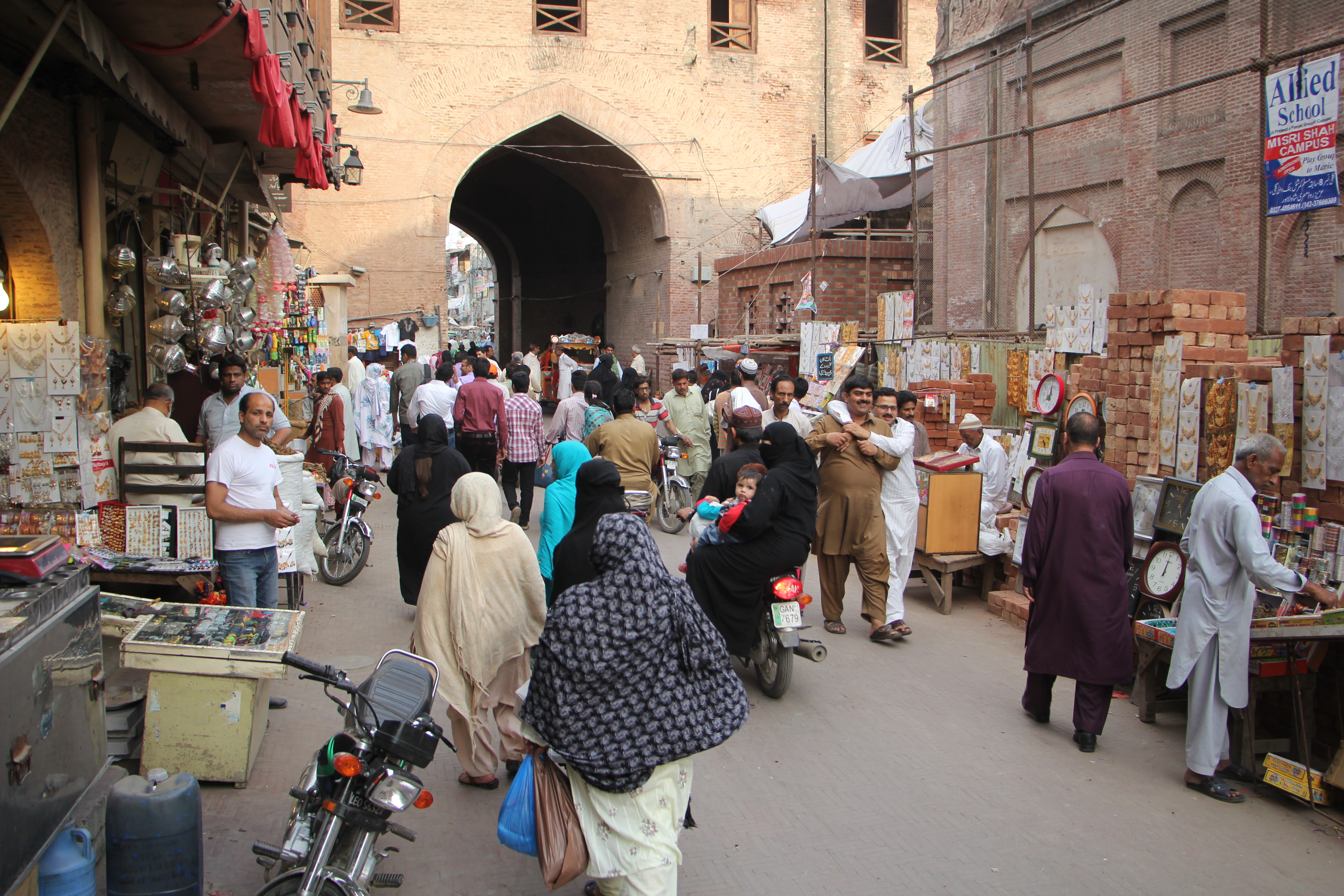
Lahore je druhé nejlidnatější město Pákistánu

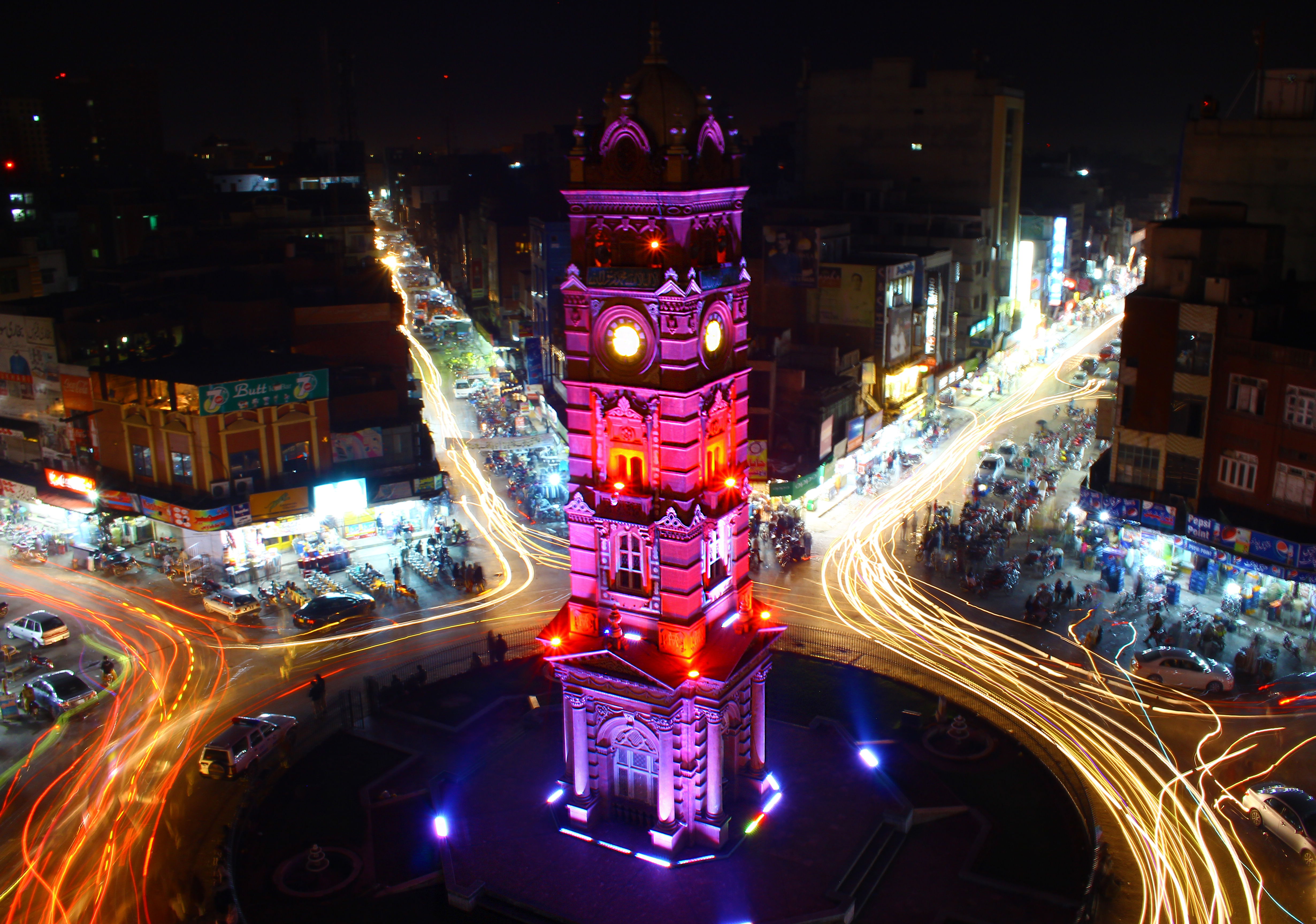
Hodinová věž veFaisalábadu

Od získání nezávislosti v důsledku rozdělení Indie došlo z různých důvodů k prudkému nárůstu urbanizace. Na jihu leží Karáčí jako nejlidnatější obchodní centrum podél řeky Indus, na východě, západě a severu se rozprostírá hustý populační oblouk měst jako Láhaur, Fajsalábád, Rávalpindí, Islámábád, Sargodha, Gudžranvala, Sjálkót, Gudžrat, Džihlam, Šejchupura, Naušera, Mardán a Péšávar. V letech 1990-2008 tvořili obyvatelé měst 36 % obyvatel Pákistánu, což z něj činí nejvíce urbanizovanou zemi jižní Asie, přičemž více než 50 % obyvatel žije ve městech s více než 5 000 obyvateli. Přistěhovalectví, domácí i zahraniční, významně podporuje růst měst. Migrace z Indie, zejména do Karáčí, největší metropole, a z okolních zemí urychluje urbanizaci a představuje nové politické a socioekonomické výzvy. Zásadní roli hrají také ekonomické změny, jako je zelená revoluce, a politický vývoj.

##### Deset největších měst v Pákistánu
| Pořadí                               | město       | Provincie či teritorium         | Populace (sčít. 2023) |
| ------------------------------------ | ----------- | ------------------------------- | --------------------- |
| 1                                    | Karáčí      | Sindh                           | 18 868 021            |
| 2                                    | Láhaur      | Paňdžáb                         | 13 004 135            |
| 3                                    | Faisalábád  | Paňdžáb                         | 3 691 999             |
| 4                                    | Rávalpindí  | Paňdžáb                         | 3 357 612             |
| 5                                    | Gudžranvala | Paňdžáb                         | 2 511 118             |
| 6                                    | Multán      | Paňdžáb                         | 2 215 381             |
| 7                                    | Hajdarábád  | Sindh                           | 1 921 275             |
| 8                                    | Péšávar     | Chajbar Paštúnchwá              | 1 905 975             |
| 9                                    | Kvéta       | Balúčistán                      | 1 565 546             |
| 10                                   | Islámábád   | Území hlavního města Islámábádu | 1 108 872             |
| Zdroj: Sčítání lidu v Pákistánu 2023 |             |                                 |                       |

### Etnicita a jazyky
Jazyky Pákistánu (2023)
Pákistán je rozmanitá společnost, odhady hovoří o 75 až 85 jazycích. Jako úřední jazyky slouží urdština a angličtina, přičemž urdština je lingua franca země a sjednocuje více než 75 % Pákistánců.. Podle celostátního sčítání lidu z roku 2023 patří k největším etnolingvistickým skupinám Paňdžábci (37,0 %), Paštunové (18,2 %), Sindhové (14,0 %), Sarajkové (12,0 %), urdsky mluvící lidé (9,3 %), Balúčové (3,4 %), Hindkowané/Hazarevalové (2,3 %) a Brahuové (1,2 %). Zbylé obyvatelstvo tvoří různé etnické menšiny, jako jsou Kašmířané, Pahárci, Čitralové, různé národy Gilgitu-Baltistánu, Kohistánci, Torvalové, Meosové, Hazárové, Kalašové a Siddové.  Pákistánská diaspora, čítající přes sedm milionů lidí, je šestá největší na světě.

### Imigrace

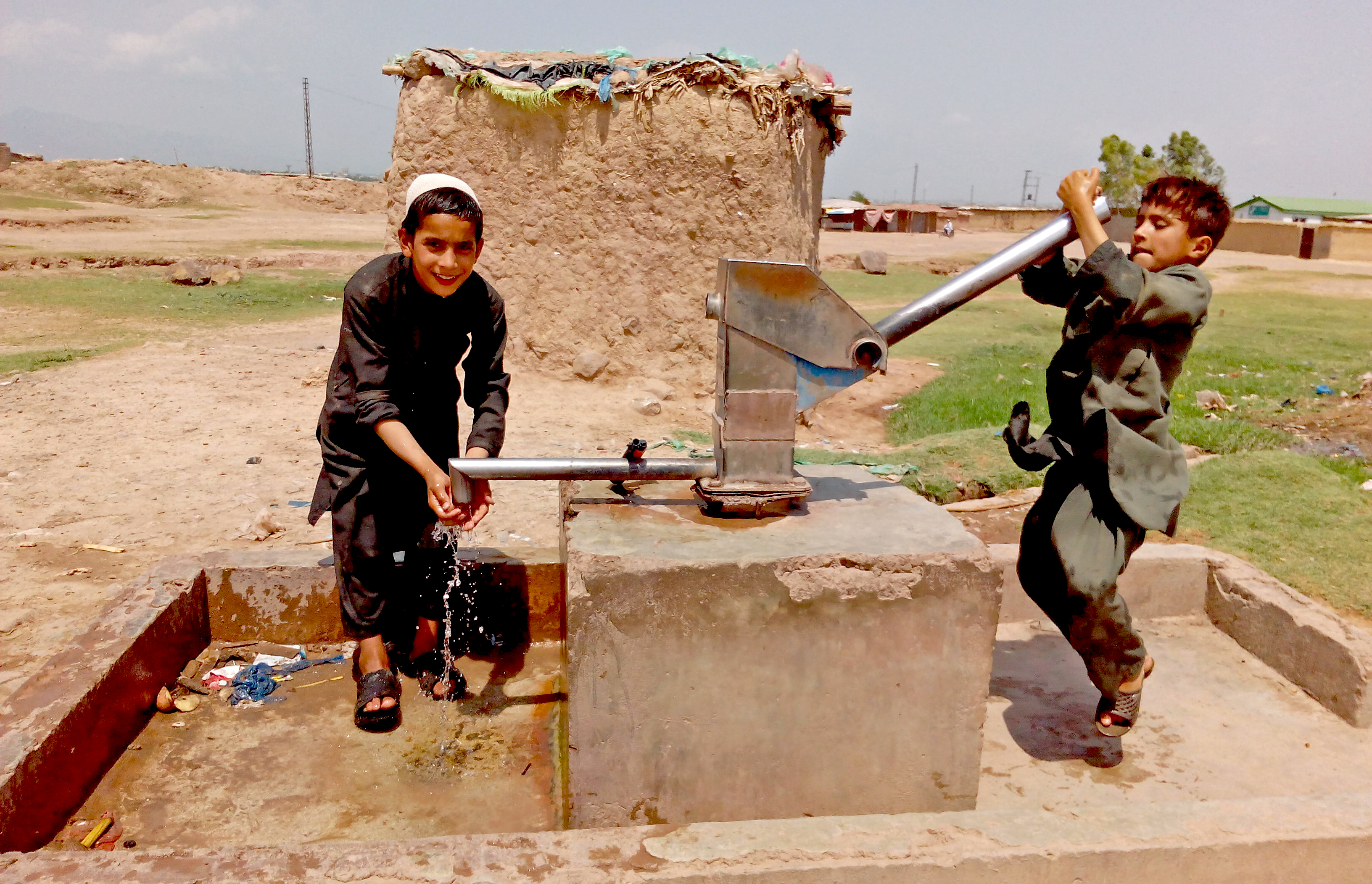
Afghánské děti poblíž Islámábádu nabírají vodu z vodní pumpy. (Pákistán hostí po Turecku druhou největší uprchlickou populaci na světě.)

I po rozdělení země v roce 1947 pokračovala migrace indických muslimů do Pákistánu, zejména do Karáčí a provincie Sindh. Války v sousedním Afghánistánu v 80. a 90. letech 20. století vyhnaly do Pákistánu miliony afghánských uprchlíků, především do provincie Chajbar Paštúnchwá a kmenových oblastí, část z nich do Karáčí a Kvéty. Pákistán hostí jednu z největších uprchlických populací na světě. Kromě toho v Pákistánu pobývají přibližně 2 miliony Bangladéšanů a půl milionu osob bez dokladů, údajně z Myanmaru. V říjnu 2023 Pákistán nařídil deportaci tisíců uprchlíků bez dokladů s odvoláním na bezpečnostní obavy.
Migrace Bengálců a Rohingů do Pákistánu začala v 80. letech 20. století a pokračovala až do roku 1998. V Karáčí se nachází značný počet bengálských osad a díky rozsáhlé migraci Rohingů se stalo jednou z jejich největších populací mimo Myanmar. Barmská komunita v Karáčí žije v různých slumech po celém městě.
Podle BBC žijí v Gilgitu-Baltistánu tisíce ujgurských muslimů, někteří odešli z čínského Sin-ťiangu a prosperujícího obchodního města Kašgar v roce 1949, jiní přišli později a tvrdí, že unikli politickému útlaku. Od roku 1989 uprchly do Pákistánu tisíce muslimských uprchlíků z Kašmíru, kteří tvrdí, že je indičtí vojáci znásilňovali a nutili k vysídlení.

### Diaspora

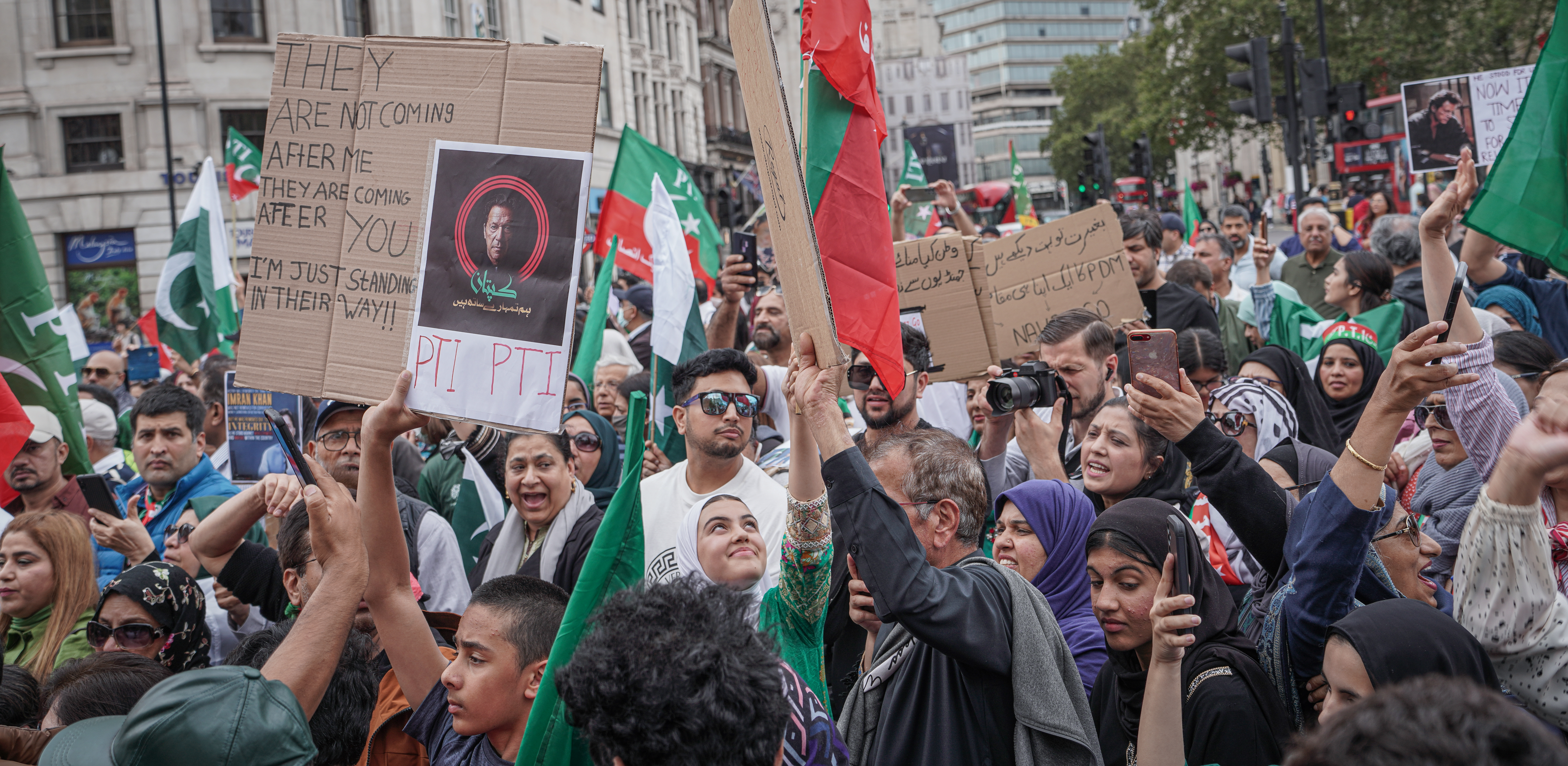
Demonstrace Pákistánců v Londýně za propuštění bývalého premiéra Imrana Chána v srpnu 2023

Podle Odboru OSN pro hospodářské a sociální záležitosti má Pákistán šestou největší diasporu na světě. Přibližně 7 milionů Pákistánců žije v zahraničí, především na Blízkém východě, v Evropě a Severní Americe. Pákistán je na 10. místě na světě v počtu remitencí zasílaných do vlasti. Největším zdrojem remitencí je Saúdská Arábie, která v roce 2016 přispěla částkou 5,9 miliardy dolarů. Pojem zámořští Pákistánci je oficiálně uznáván pákistánskou vládou, jejich potřebami, blahobytem a problémy se zabývá Ministerstvo pro zámořské Pákistánce a rozvoj lidských zdrojů. Zámořští Pákistánci představují druhý největší zdroj devizových převodů do Pákistánu, přičemž převody vzrostly o více než 100 % z 8,9 miliardy USD v letech 2009-2010 na 19,9 miliardy USD v letech 2015-2016.

### Náboženství
| Náboženství v Pákistánu (sčítání 2023) | Náboženství v Pákistánu (sčítání 2023) | Náboženství v Pákistánu (sčítání 2023) | Náboženství v Pákistánu (sčítání 2023) | Náboženství v Pákistánu (sčítání 2023) |
| -------------------------------------- | -------------------------------------- | -------------------------------------- | -------------------------------------- | -------------------------------------- |
| Náboženství                            |                                        |                                        | Procenta                               |                                        |
| islám                                  | islám                                  |                                        | 96,3 %                                 | 96,3 %                                 |
| hinduismus                             | hinduismus                             |                                        | 2,2 %                                  | 2,2 %                                  |
| křesťanství                            | křesťanství                            |                                        | 1,4 %                                  | 1,4 %                                  |
| ostatní                                | ostatní                                |                                        | 0,1 %                                  | 0,1 %                                  |

Státním náboženstvím je islám, přičemž svoboda vyznání je zaručena ústavou. Většinu obyvatel tvoří muslimové (96,35 %), následují hinduisté (2,17 %) a křesťané (1,37 %). Mezi menšiny patří sikhové, buddhisté, džinisté, zoroastriáni a svérázný národ Kalašů, kteří vyznávají animismus. Kromě toho se malé procento lidí nehlásí k žádné víře.

#### Islám

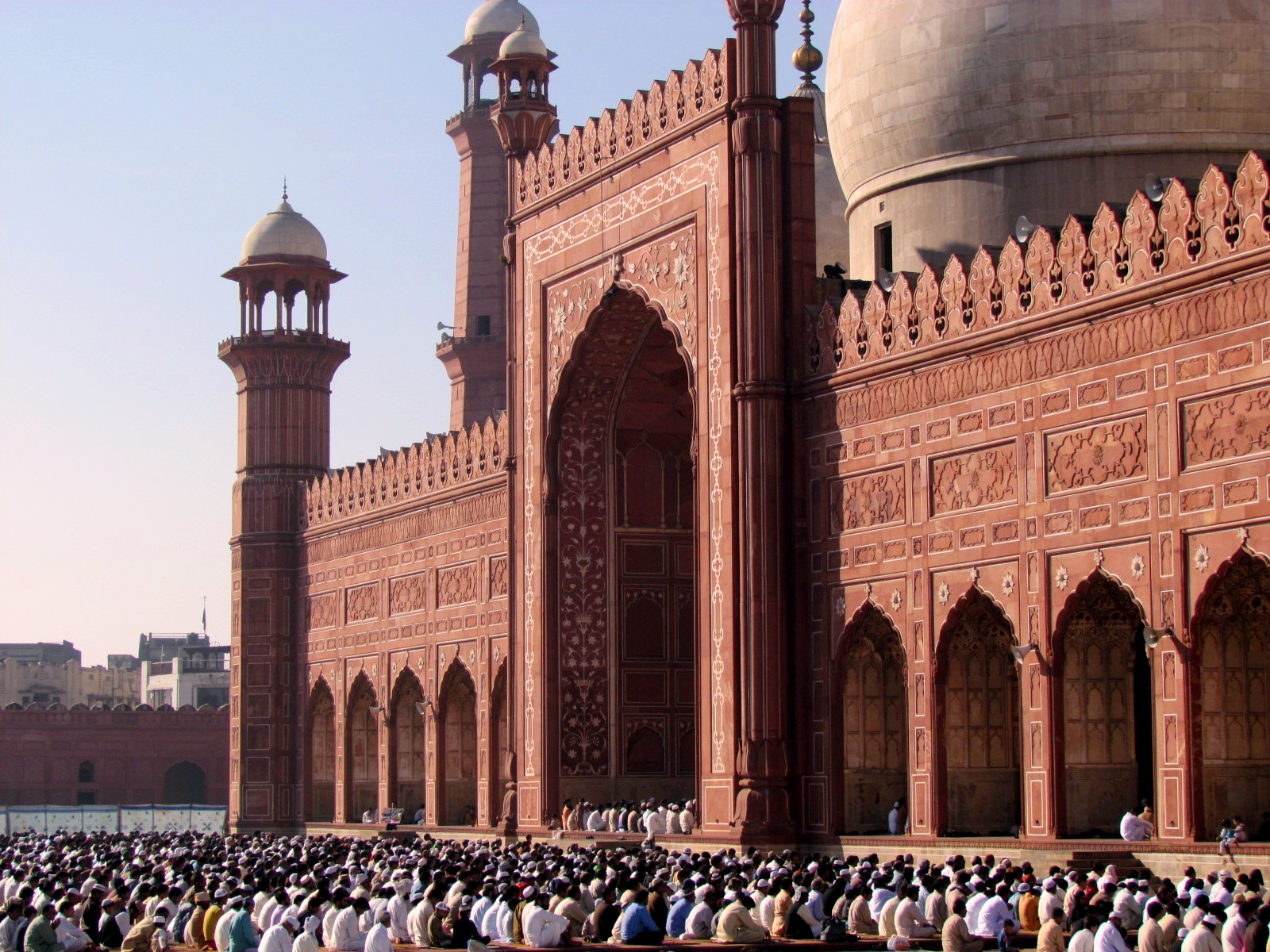
Bádišáhova mešita v Láhauru během muslimského svátku Íd al-fitr po skončení ramadánu

V Pákistánu převládá islám - přibližně 96,35 % obyvatelstva jsou muslimové. Pákistán se řadí na druhé místo na světě v počtu muslimů a žije v něm 10,5 % muslimů na světě. Karáčí je největší muslimské město na světě.
Většina vyznává sunnitský islám s významným zastoupením súfismu, zatímco šíitští muslimové tvoří menšinu.  Šíité představují 5-25 %. Šíitská populace v Pákistánu se v roce 2019 odhadovala na 42 milionů. K roku 2012 se 12 % pákistánských muslimů samo označuje za muslimy bez vyznání.
Stoupenci Ahmadíja jsou menšinou, oficiálně považovanou za nemuslimy. Čelí pronásledování, od roku 1974 mají zakázáno nazývat se muslimy.

#### Hinduismus

Podíl hinduistů v jednotlivých pákistánských okresech v roce 2017 podle pákistánského statistického úřadu

Hinduismus je druhým nejpočetnějším náboženstvím, podle sčítání lidu v roce 2023 jej vyznává 2,17 % obyvatelstva. V roce 2010 měl Pákistán pátou největší hinduistickou populaci na světě. V roce 2023 bylo hinduistů 5 217 216. Žijí po celém Pákistánu, ale soustřeďují se v provincii Sindh, kde tvoří 8,81 % obyvatelstva. Jedinou oblastí s většinovým zastoupením hinduistů je okres Umerkot v této provincii. V okrese Tharparkar žije nejvíce hinduistů. Ve čtyřech okresech - Umerkot, Tharparkar, Mirpurkhas a Sanghar - žije více než polovina pákistánských hinduistů.
V době vzniku Pákistánu navrhovala „teorie rukojmí“ spravedlivé zacházení s hinduisty, aby byli chráněni muslimové v Indii. Někteří pákistánští hinduisté se však cítili marginalizováni, což vedlo k jejich emigraci do Indie. Po ztržení Báburovy mešita čelili násilí, byli vystaveni násilným konverzím a únosům.

#### Křesťanství a jiná náboženství

Podíl křesťanů v jednotlivých pákistánských okresech v roce 2017 podle pákistánského statistického úřadu

Křesťané jsou po hinduistech druhou největší náboženskou menšinou, tvoří 1,37 % obyvatelstva a jsou soustředěni v okrese Láhaur (5 %) a na území hlavního města Islámábádu (přes 4 %). V Karáčí žije historická římskokatolická komunita, kterou založili goanští a tamilští přistěhovalci během britské koloniální nadvlády.
Po křesťanství následovala bahá'í víra, která měla v roce 2008 30 000 stoupenců, dále sikhismus, buddhismus a zoroastrismus, každý s přibližně 20 000 stoupenci v roce 2008, spolu s malou džinistickou komunitou.
V roce 2005 se 1 % obyvatelstva označilo za ateisty. Do roku 2012 toto číslo podle Gallupovy studie vzrostlo na 2,0 %.

### Vzdělání

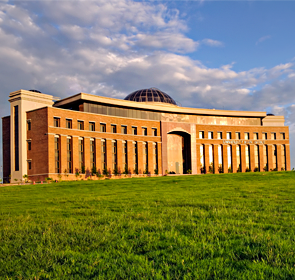
NUST v Islámábádu je nejlépe hodnocenou inženýrskou univerzitou.

Pákistánská ústava nařizuje bezplatné základní a střední vzdělání, v každé provincii jsou zřízeny veřejné vysoké školy, včetně univerzity v Paňdžábu, univerzity v Sindhu, univerzity v Péšávaru, univerzity v Karáčí a univerzity v Balúčistánu. Vzdělávací prostředí v zemi zahrnuje jak veřejné, tak soukromé univerzity, které podporují spolupráci s cílem rozšířit možnosti výzkumu a vysokoškolského vzdělávání, i když v novějších institucích panují obavy ohledně kvality výuky. Technických a odborných institucí je v Pákistánu přibližně 3 193, doplňují je medresy poskytující studentům bezplatné islámské vzdělání, přičemž vláda se snaží regulovat a monitorovat jejich kvalitu v souvislosti s obavami z náboru extremistů.  Vzdělávání je rozděleno do šesti hlavních stupňů, mezi něž patří mateřská škola, základní škola, střední škola, maturita, střední škola a univerzitní program, soukromé školy navíc nabízejí paralelní systém středoškolského vzdělávání založený na učebních osnovách stanovených Cambridgeskými mezinárodními zkouškami, přičemž v Pákistánu je hlášeno 439 mezinárodních škol.

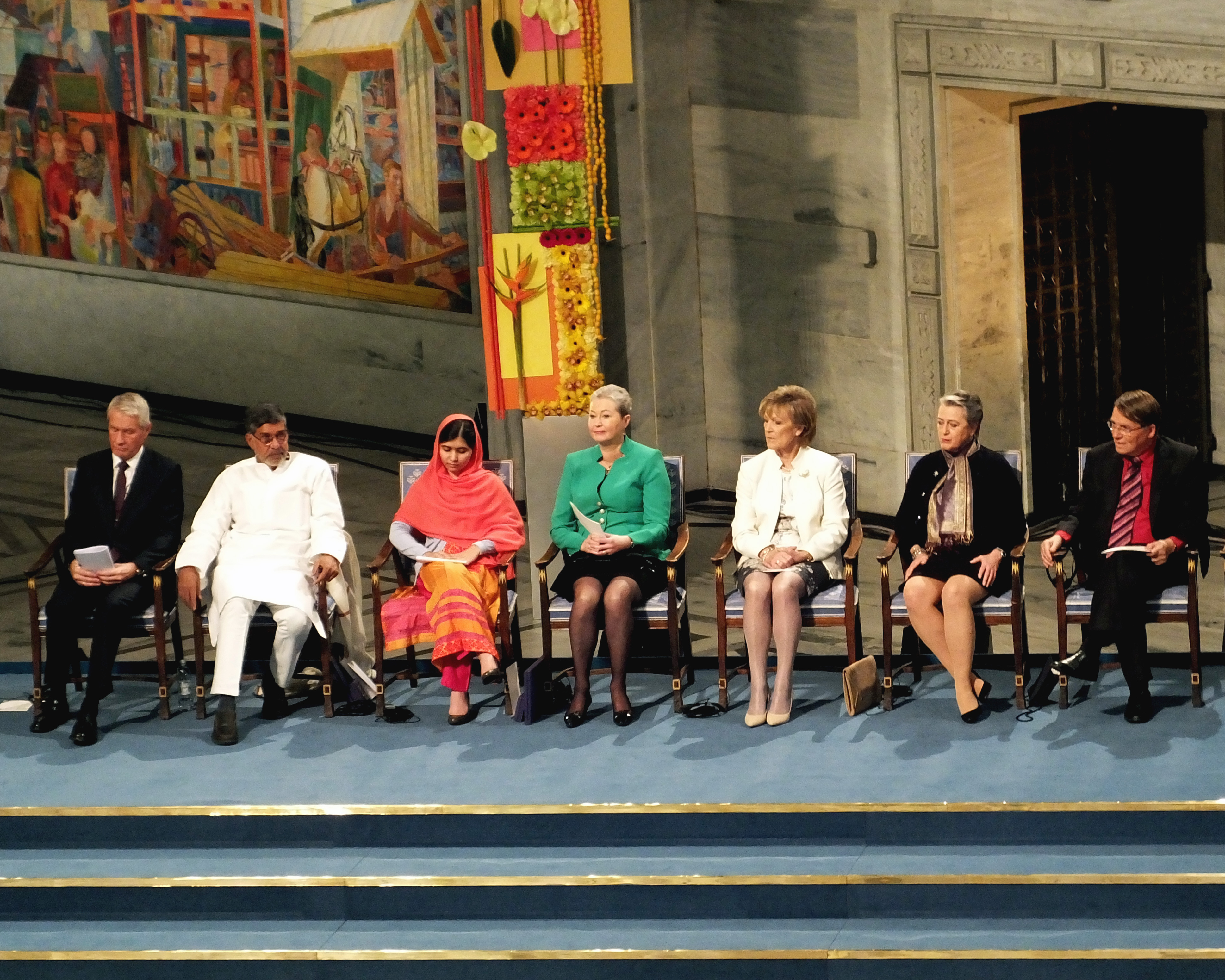
Malala Júsafzaiová získala v roce 2014 Nobelovu cenu míru za propagaci vzdělávání dívek

Iniciativy z roku 2007 zavedly celostátní povinné vzdělávání v angličtině. Po útoku Tálibánu na aktivistku Malalu Júsafzaiovou v roce 2012 se stala nejmladší nositelkou Nobelovy ceny za obhajobu vzdělání. Reformy v roce 2013 zavedly v Sindhu povinné kurzy čínštiny, což odráží rostoucí vliv Číny. Od roku 2018 dosahuje pákistánská gramotnost 62,3 %, přičemž existují značné regionální a genderové rozdíly. Cílem vládních iniciativ bylo vymýtit negramotnost a do roku 2015 dosáhnout 100% účasti dětí ve věku základní školní docházky a dosáhnout 86% míry gramotnosti. Pákistán vyčleňuje 2,3 % HDP na vzdělávání, což je jedna z nejnižších hodnot v jižní Asii.

## Kultura

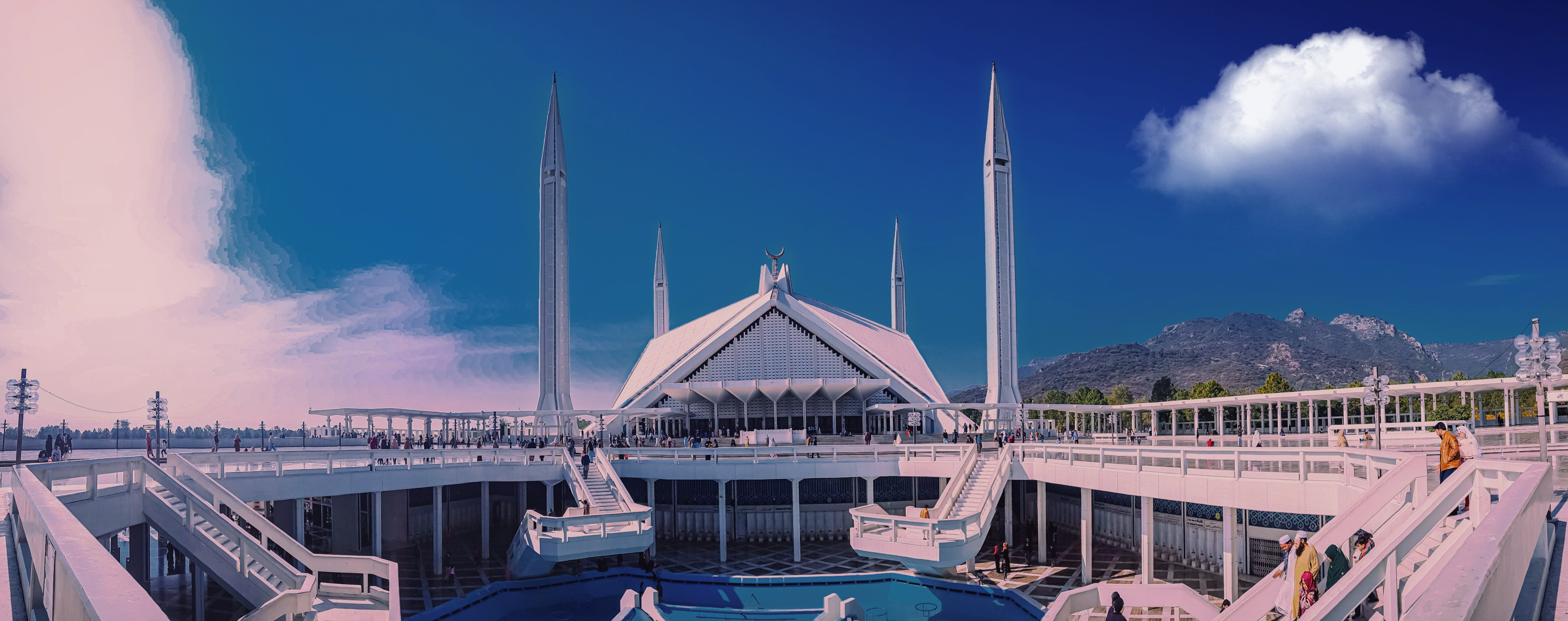
Faisalova mešita z roku 1986 postavená tureckým architektem Vedatem Dalokajem

Za největšího pákistánského spisovatele je považován Muhammad Iqbal. Inspiroval vznik pákistánského hnutí a rozdělení Indie na dva národy - muslimský a hinduistický. V Pákistánu získal titul "národní básník" a den jeho narození je státním svátkem. Jako levicový básník byl znám Faiz Ahmad Faiz. K nejznámějším prozaikům patřil Saadat Hasan Manto.
K nejvýznamnějším architektonickým památkám patří Bádišáhova mešita ve městě Láhaur. Postavena byla v letech 1671-1673 a je příkladem tzv. mughalské architektury. V době svého otevření byla největší mešitou na světě, dnes je pátou největší. Další památkou je Láhaurská pevnost. Od roku 1981 je spolu se Šalimarovymi zahradami na seznamu světového dědictví UNESCO. Tam byla zapsána i pevnost Rohtas, buddhistický klášterní komplex Takht-i-Bahi, zbytky starověkého města Mohendžodaro, starobylé město Thatta a archeologické lokality Sehri-Bahlol a Taxila. Moderní architekturu reprezentuje například Faisalova mešita v Islámábádu postavená v letech 1976—1986 nebo národní památník Minar-e-Pakistan dokončený roku 1968.
Významnou kulturní institucí je Pákistánské národní muzeum. Vzniklo v roce 1950 jako nástupce předchozího Viktoriina muzea. To založil Artur Sasko-Koburský roku 1887. Jeho hlavním cílem je sbírání, prezentace a konzervace artefaktů pákistánské kulturní historie. Péšávarské muzeum bylo otevřeno v roce 1907. Nejdůležitější částí muzejní sbírky jsou předměty (mince, sochy atd.) z gandhárské kultury, včetně relikviáře z Kanišky s jedním z nejstarších známých zobrazení Buddhy, který pochází z doby kolem roku 150.

### Sport

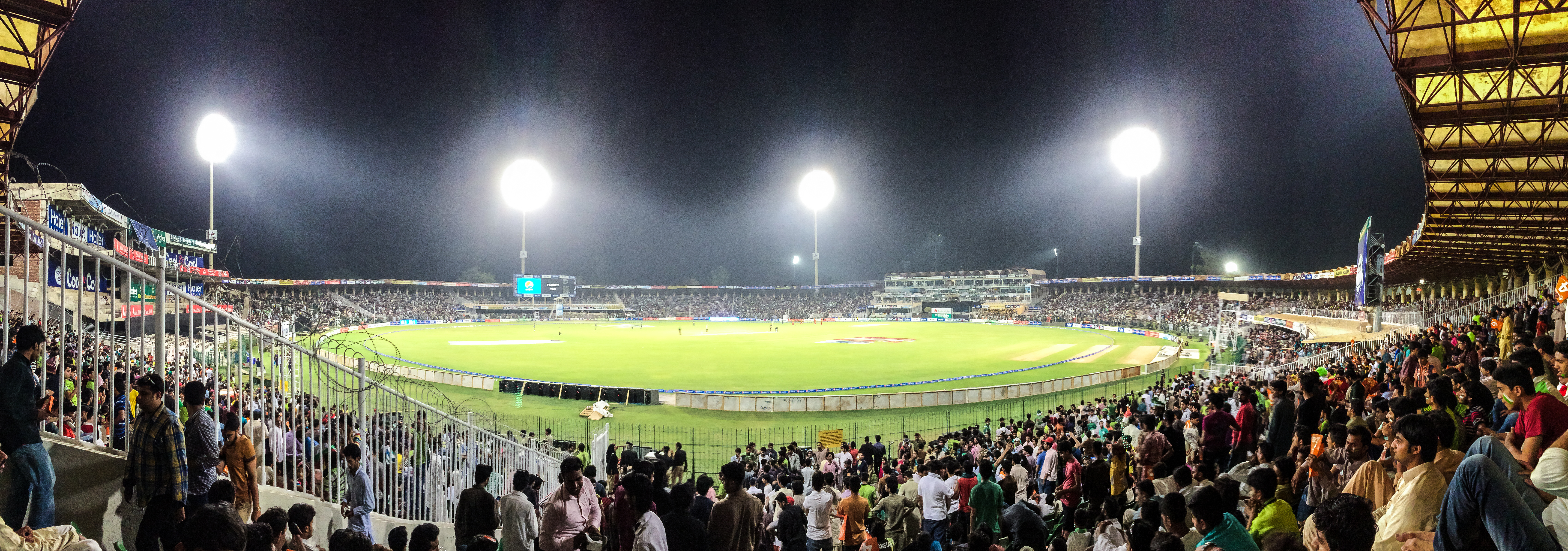
Stadion Muammara Kaddáfího v Láhauru

Pákistán se samostatně zúčastnil olympijských her poprvé v roce 1948. Od té doby získal tři zlaté medaile a všechny v pozemním hokeji, který v Pákistánu patří k nejpopulárnějším sportům. Krom tří míst prvních (1960, 1968, 1984) získal mužský hokejový tým ještě tři stříbra a dva bronzy. Krom těchto medailí získal Pákistán již jen dva bronzy: Muhammad Bašír v zápase ve volném stylu na olympiádě v Římě roku 1960 a Husajn Šáh v boxu v Soulu 1988. Pákistánští pozemní hokejisté mají na svém kontě krom tří olympijských titulů též čtyři triumfy na mistrovství světa (1971, 1978, 1982, 1994), což je rekord.
Nejpopulárnějším sportem v Pákistánu je ovšem kriket. Kriketisté dosáhli na stříbro na mistrovství světa roku 1999 a zvítězili ve světovém poháru roku 1992. Úspěšným kriketistou byl i současný premiér Pákistánu Imran Chán, byl dokonce uveden do mezinárodní kriketové síně slávy. Svoje domácí zápasy hraje pákistánská reprezentace a 2 láhaurské kluby na Stadionu Muammara Kaddáfího v Láhauru. Má kapacitu 60 tisíc diváků. V roce 1996 Pákistán spolupořádal Mistrovství světa v kriketu a na stadionu se odehrála celkem 4 utkání včetně finále mezi Srí Lankou a Austrálií.
Jahangir Khan je patrně nejúspěšnějším hráčem squashe v jeho dějinách, byl mistrem světa v letech 1982 až 1988. Po dobu pěti let nenašel na kurtu přemožitele a vyhrál ve více než pěti stech utkáních v řadě. Tenista Ajsám Kúreší si zahrál finále US Open ve čtyřhře.

### Kuchyně

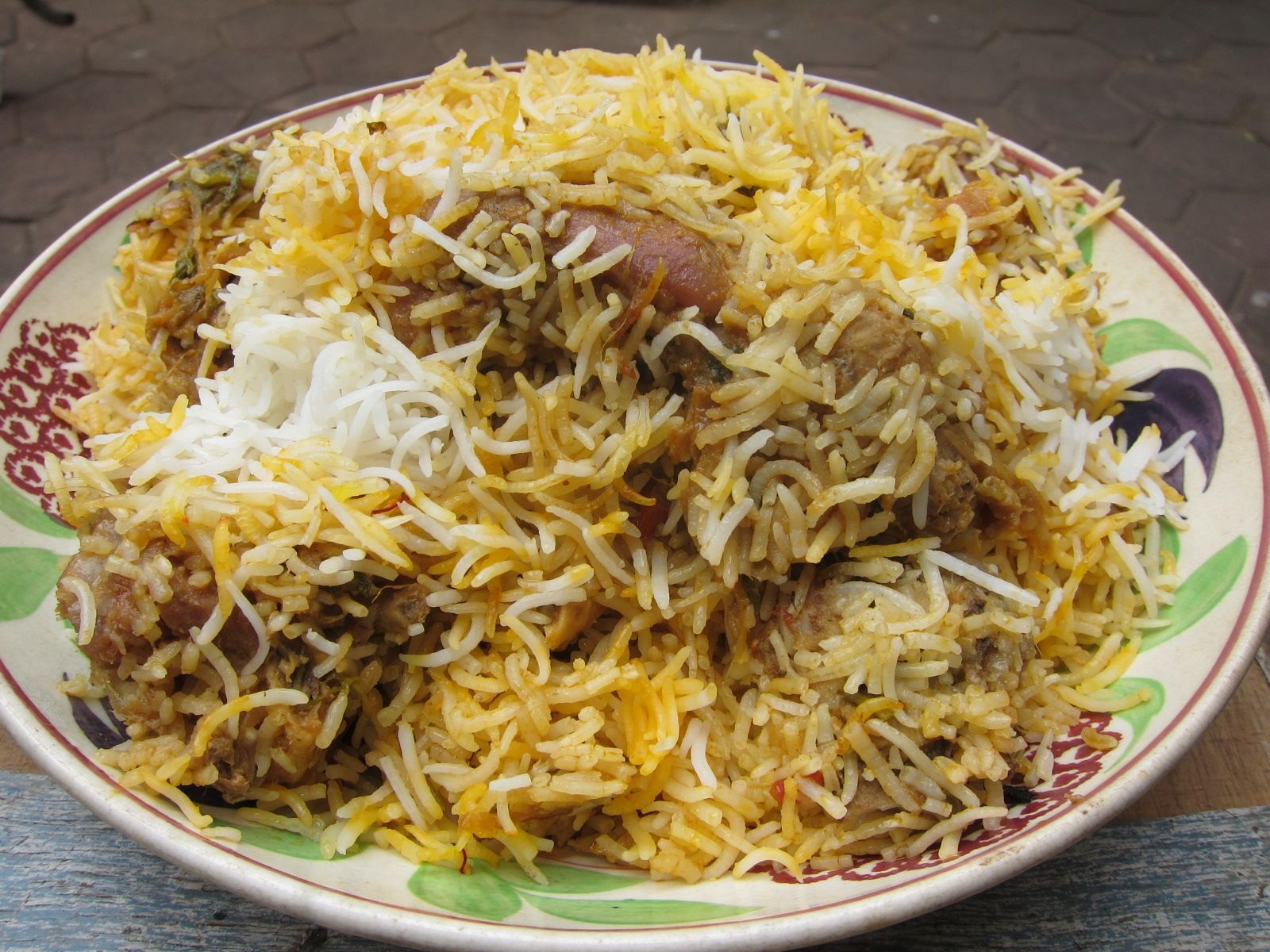
Biryani

Pákistánská kuchyně je v mnoha ohledech podobná indické kuchyni, byla ale ovlivněna také perskou kuchyní nebo kuchyní střední Asie. Mezi nejdůležitější suroviny používané v pákistánské kuchyni patří rýže (především basmati), luštěniny, zelenina, maso, jogurt, ghí a koření. Mezi používané suroviny patří také meruňky, kterých se pěstuje mnoho druhů a které se často suší. V pákistánské kuchyni se využívají i meruňková jádra. Mezi používaná koření patří nepálský kardamom, zelený kardamom, skořice, hřebíček, muškátový oříšek, pepř, římský kmín, chilli, kurkuma, zázvor nebo bobkový list. Velmi populární je také kořenící směs garam masála. Typické jsou nekvašené druhy chleba jako naan nebo roti. K nejoblíbenějším jídlům patří biryani, kořeněný pikantní rýžový pokrm se zeleninou a masem, dále z arabské oblasti proniknuvší různé druhy kebabu nebo naopak z Indie převzatá čočková kaše dal. Typickým dezertem je chalva nebo gulab jamun, smažený tvarohový dezert kulatého tvaru. Populárním nápojem je čaj, který se pije velmi silný a slazený, nebo lasí, studený nápoj z jogurtu nebo mléka, který existuje jak ve sladké, tak ve slané verzi. Konzumace alkoholických nápojů je v Pákistánu zakázaná, výjimkou mají některé licencované bary a hotely. Existují i dosti specifické regionální kuchyně, k nejosobitějším patří kuchyně Paštunů (národa žijícího na severu Pákistánu), která na rozdíl od většiny ostatních regionálních kuchyní v Pákistánu není pikantní. Mezi nejpopulárnější paštunské pokrmy patří kábulské pulao (varianta rýžového pilafu s rozinkami a mrkví) nebo mantu (knedlíčky plněné masem).

## Věda

Nergis Mavalvala je americká profesorka fyziky pákistánského původu na MIT, která je známá svou rolí při prvním pozorování gravitačních vln.

Některá vědecká odvětví jsou v Pákistánu na vysoké úrovni. Fyzik Abdus Salam předpověděl existenci „intermediálních částic elektroslabé interakce“, včetně jejich vlastností, za což obdržel Nobelovu cenu za fyziku v roce 1979. Stal se prvním pákistánským a také prvním islámským držitelem této ceny. Pákistán se v roce 1998 stal sedmou zemí světa, která vyvinula atomovou bombu. "Otcem pákistánské atomové bomby" bývá nazýván jaderný vědec a metalurg Abdul Kádir Chán.
V roce 1990 se Pákistán stal první muslimskou zemí, která vypustila satelit na oběžnou dráhu.
V rámci paleontologie obratlovců je zhruba od roku 2000 významnou osobností paleontolog a geolog Muhammad Sadiq Malkani, který již formálně popsal několik druhů pákistánských dinosaurů (například rod Vitakrisaurus). Většina těchto taxonů (vědeckých jmen) ale není paleontologickou majoritou přijímána jako platná a oficiální.